# Storia della Sicilia
La storia della Sicilia, l'isola più grande del mar Mediterraneo per superficie e popolazione, è costituita dall'insieme di vicende ed eventi dei popoli autoctoni e delle genti che hanno invaso e abitato il suo territorio. In virtù della sua posizione geografica, al centro del Mediterraneo, essa ha rivestito un ruolo di rilievo negli eventi storici dell’Occidente europeo. L'avvicendarsi di molteplici civiltà ha contribuito ad arricchire la Sicilia di insediamenti urbani, di monumenti e di vestigia, ma anche di un patrimonio immateriale di tradizioni e culture. Alla storia dell'Isola è legata quella delle isole e degli arcipelaghi ad essa vicini: le Eolie, le Egadi, le Pelagie, Pantelleria e Ustica.
La Sicilia mostra moltissime tracce di una fiorente Preistoria delle (presunte) popolazioni autoctone e di quelle provenienti dall'Oriente e dal nord Europa, in una mescolanza non sempre distinguibile; alle popolazioni umane presenti, si innestarono culture eterogenee come quelle di Stentinello, di Matrensa, di Serraferlicchio (vedi bicchiere campaniforme e i dolmen: questi ritenuti caratteristici di due culture da nord-ovest hanno caratterizzato la fine dell'età del rame e gli inizi dell'età del bronzo (2200-1900 a.C.). Alla Sicilia dei Sicani e dei Siculi, si aggiunsero, nella parte occidentale e in età protostorica, gli Elimi, e sempre in questa parte furono fondate dai Fenici colonie ed emporia (cioè luoghi adibiti allo scarico, al deposito e alla vendita di mercanzie), che resero ancora più appetibile questa terra grazie ai prosperi commerci che furono intessuti con tutto il bacino del Mediterraneo. Quest’ultime colline, successivamente, divennero territori di Cartagine. A partire dalla seconda metà dell'VIII sec. a.C., fu la volta delle antiche colonie greche.
La storie dell'isola è caratterizzata dall'affermarsi di varie dominazioni, dalle colonie commerciali cartaginesi nella parte occidentale alle colonie di popolamento greche nel resto dell'isola (con il formarsi di una identità siceliota), dalla conquista romana, con l'istituzione di quella che fu forse la prima provincia romana, al dominio barbarico (prima vandalo e poi ostrogoto), dalla conquista bizantina a quella musulmana, con il formarsi di un Emirato di Sicilia (948-1091). Seguì poi il Regno di Sicilia (1130-1816), fondato dal conte normanno Ruggero II ed evoluzione della Contea di Sicilia, istituita dopo la conquista dei Normanni capeggiati dagli Altavilla, nel 1071.
A partire dalla prima metà del XII secolo, la Sicilia divenne uno degli Stati più ricchi e potenti d'Europa, esteso dall'Italia meridionale al Regno normanno d'Africa. Con il matrimonio tra l'imperatore Enrico VI di Svevia e la principessa Costanza d'Altavilla, alla fine del XII secolo, il trono del Regno passò agli Hohenstaufen. Conclusosi il regno di Federico II e dei suoi figli, la corona dell'isola passò dagli Angioini, che trasferirono dalla Sicilia a Napoli il centro del regno. Nel 1282, all'indomani della rivolta dei Vespri siciliani, l'isola si staccò dalla parte continentale del regno, diventando uno Stato insulare indipendente (il Regno di Trinacria), con la dinastia aragonese, che, tramite il matrimonio di Costanza II di Sicilia con Pietro III di Aragona, mantenne i legami di discendenza sia con gli Altavilla, sia con gli Hohenstaufen (il padre di Costanza, infatti, era il re di Sicilia Manfredi, figlio naturale di Federico II). Tra il XIII e il XV secolo, il Regno di Trinacria continuò a mantenersi indipendente e ad avere propri re, tra i quali si distinse Federico III, che regnò dal 1291 al 1337. Questi rese la Sicilia una monarchia parlamentare, in virtù delle Costitutiones del 1296, che restarono in vigore fino alla Costituzione del 1812.
Successivamente, dal 1412, il Regno entrò in unione personale con i sovrani di Aragona e dal 1516 di Spagna con Carlo V d'Asburgo. In questo lungo lasso di tempo, durato circa 300 anni, la Sicilia fu governata dai viceré, che mantennero intatta la forma di Stato concepita dalle Costitutiones di Federico III, salvaguardando le prerogative del Parlamento siciliano. Nel XVIII secolo, il Regno di Sicilia passò prima ai Savoia (1713-1720) e poi agli Asburgo d'Austria (1720-1734), per poi finire nelle mani dei Borbone nel 1735. Durante i lunghi periodi di unione personale con altri Stati, il Regno mantenne sempre la propria indipendenza formale (e per molti aspetti anche sostanziale), assicurata dal Parlamento locale. Tale indipendenza venne però meno nel 1816, anno della fondazione del Regno delle Due Sicilie, e fu temporaneamente restaurata nel breve periodo monarchico-costituzionale (appena quattordici mesi) proclamato dalla Rivoluzione siciliana del 1848 (vedi Regno di Sicilia (1848-1849)).
Nel 1860, la Sicilia fu la prima regione a far parte del futuro Regno d'Italia. Durante la Seconda guerra mondiale l'isola conobbe la stagione del Movimento Indipendentista Siciliano. Come conseguenza delle spinte separatiste, anche in questo caso essa divenne la prima regione italiana ad avere uno statuto speciale: l'autonomia speciale della Sicilia fu approvata, su basi paritetiche tra Italia e Sicilia, ancor prima della nascita della Repubblica Italiana, mediante un regio decreto del 15 maggio 1946.

## Periodizzazione
Preistoria
- Preistoria della Sicilia

Età antica

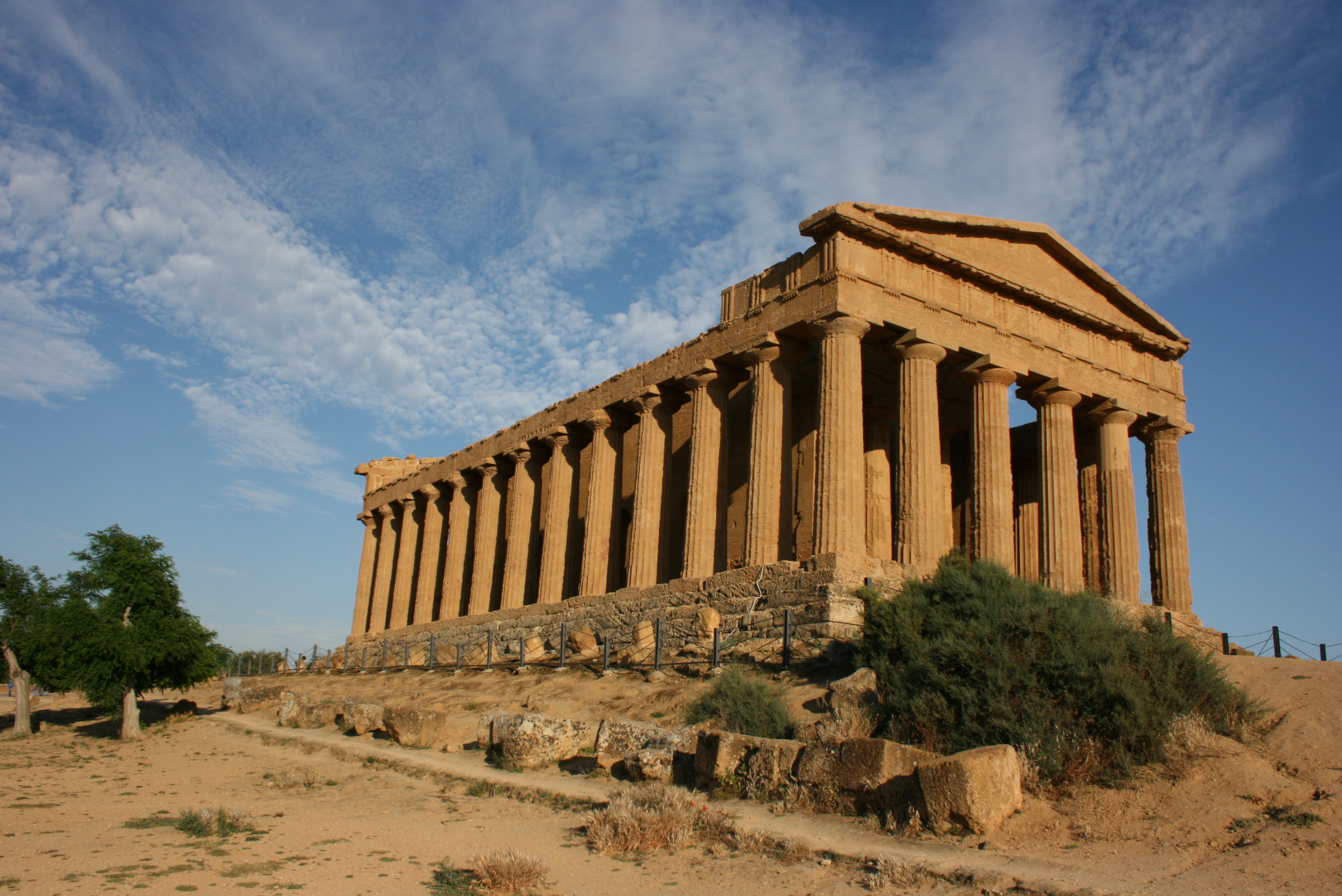
Tempio della Concordia, Agrigento

- Storia della Sicilia preellenica (XIII secolo a.C. - V secolo a.C.)
  - Sicani
  - Siculi
  - Elimi
- Storia della Sicilia greco-siceliota (735 a.C. - 212 a.C.)
  - Sicelioti
  - Tiranni di Siracusa
    - Siracusani nell'alto Adriatico
- Storia della Sicilia fenicia (VIII secolo a.C. - 241 a.C.)
- Storia della Sicilia romana (241 a.C. - 440)
- Storia della Sicilia vandala (440-493)

Età medievale

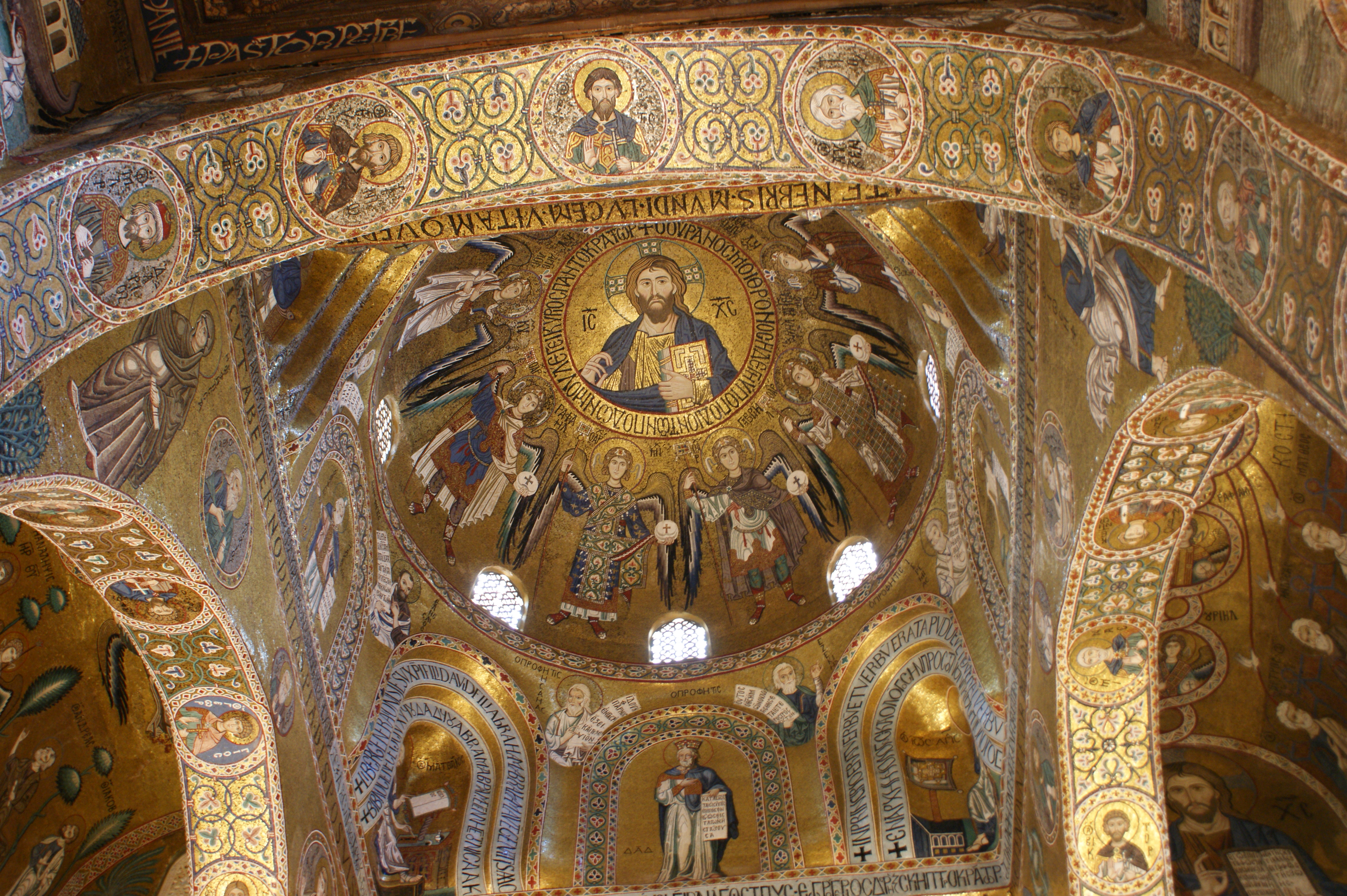
Cappella Palatina, Palermo

- Storia della Sicilia erulo-ostrogota (493-555)
- Storia della Sicilia bizantina (535-963)
  - Sikelia
- Storia della Sicilia islamica (827-1091)
  - Emirato di Sicilia (948-1091)
- Storia della Sicilia normanna (1061-1198)
  - Gran Contea di Sicilia (1061-1130)
  - Regno di Sicilia (1130-1282)
- Storia della Sicilia sveva (1194-1266)
- Storia della Sicilia angioina (1266-1282)
- Storia della Sicilia aragonese (1282-1516)
  - Regno di Sicilia (1282-1816)
  - Aragona di Sicilia

Età moderna

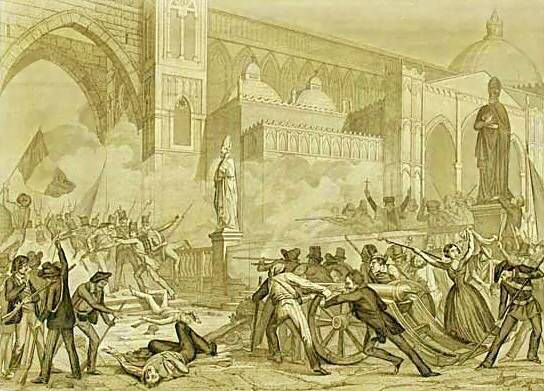
I moti del 1848 a Palermo

- Storia della Sicilia spagnola (1516-1713)
- Storia della Sicilia sabauda (1713-1720)
- Storia della Sicilia austriaca (1720-1734)
- Storia della Sicilia borbonica (1735-1860)
  - Regno di Sicilia (1735-1816)
  - Regno di Sicilia (1848-1849)

Età contemporanea
- Storia della Sicilia nel Regno d'Italia (1860-1946)
- Storia della Regione Siciliana (dal 1946)

## Preistoria

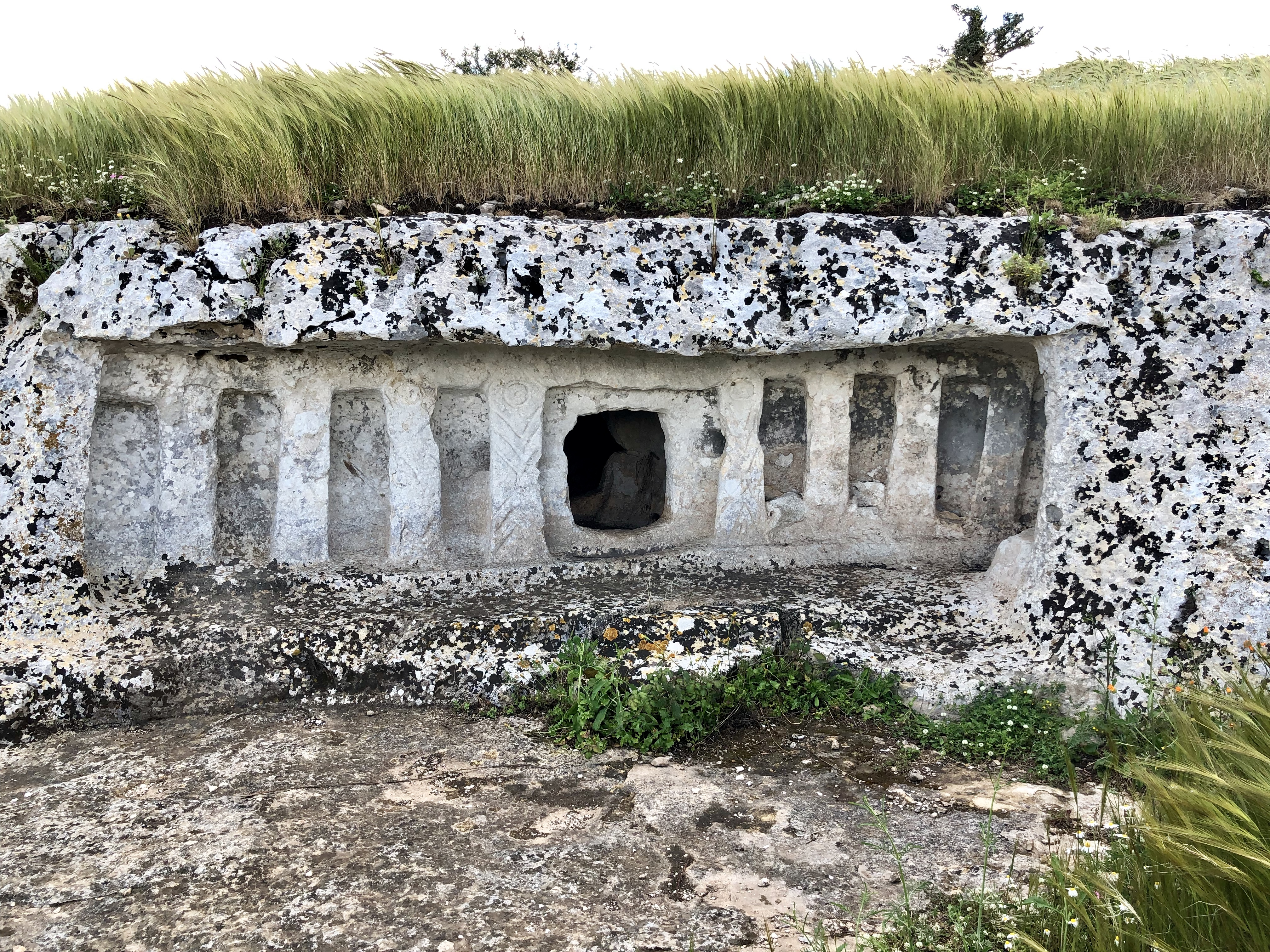
La cosiddetta "tomba Orsi" a Cava Lazzaro, negli Iblei (antica età del Bronzo, cultura di Castelluccio).

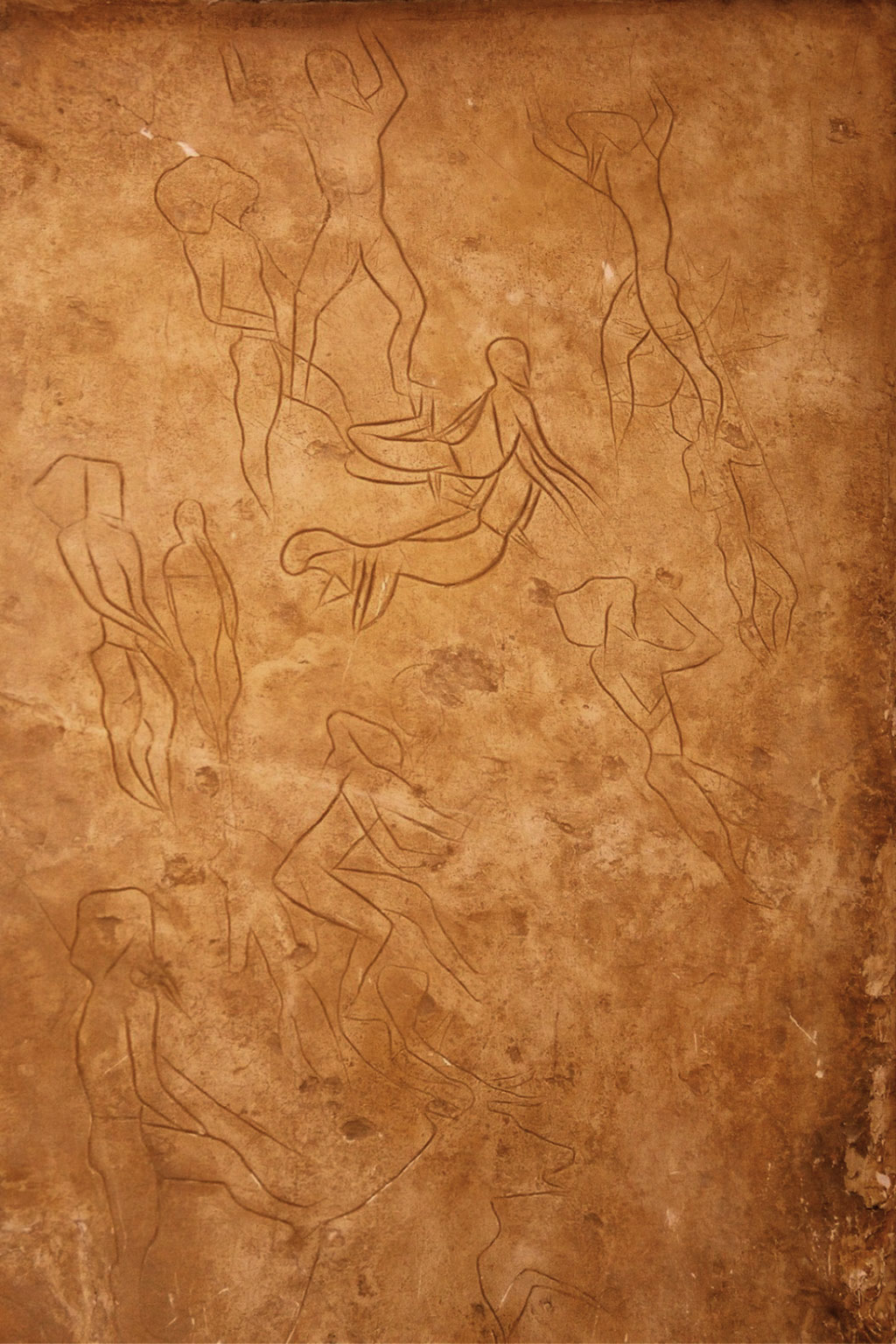
Le incisioni rupestri della grotta dell'Addaura replicate al Museo archeologico regionale Antonio Salinas.

La più antica traccia umana rinvenuta nell'isola risale al Paleolitico ed è ubicata nei pressi di Marina di Ragusa, in contrada Fontana Nuova. Si tratta di un riparo sotto roccia che si apre nei pressi di un crinale roccioso a circa 3 km dalla costa, a 145 m sul livello del mare. Il riparo naturale è largo 8 m, profondo 2 m, ed alto fino a 3 m in alcuni punti. Qui fu reperito diverso materiale litico (raschiatoi e lame da taglio). I 212 reperti archeologici (136 strumenti in selce e 76 schegge di lavorazione) sono esposti al museo archeologico Paolo Orsi di Siracusa. Secondo lo schema del Laplace all'epigravettiano antico risalirebbe un complesso scavato agli inizi del XX secolo nei pressi di Canicattini Bagni, alcuni ritrovamenti nell'entroterra siracusano e nella grotta Niscemi nel palermitano. In questa le pareti presentano incisioni rupestri zoomorfe. Al cosiddetto epigravettiano evoluto, la grotta di Cala dei Genovesi a Levanzo e il riparo di San Corrado nell'entroterra siracusano. All'epigravettiano finale, la grotta di San Teodoro Acquedolci, la grotta Corruggi (presso Pachino), la grotta Mangiapane e il riparo del Castello di Termini Imerese.
La presenza umana nell'area palermitana è attestata sin dall'epoca preistorica dai graffiti e dalle pitture rupestri delle grotte dell'Addaura: figure danzanti in un rito magico propiziatorio, forse "sciamani" di un popolo non identificato che abitò l'isola.
La grotta del Genovese, nell'isola di Levanzo fu abitata dall'uomo tra i 10 000 e i 6 000 anni prima di Cristo. Altre grotte dell'isola, dei Porci, di Cala Tramontana, di Punta Capperi hanno fornito materiale risalente al paleolitico superiore. L'analisi stratigrafica al carbonio-14 ha indicato l'anno 9230 a.C. (epigravettiano evoluto): la presenza nella sequenza stratigrafica di un frammento calcareo di notevoli dimensioni, con un bovide inciso, di stile del tutto affine alle raffigurazioni parietali sulle pareti, ha permesso di ottenere questa datazione assoluta. La grotta dell'Uzzo all'interno della Riserva naturale orientata dello Zingaro presenta analoghe tracce di insediamento.
Scavi a Lipari hanno prodotto testimonianze stratificate delle civiltà che dal Neolitico (VI millennio a.C.) in poi hanno colonizzato l'isola. Lipari era un centro di produzione di ossidiana e di ceramiche. Significative le rovine di un villaggio neolitico sul promontorio di Capo Graziano a Filicudi.
Non è tuttavia ancora chiara l'identità o la provenienza dei primi abitanti dell'isola.

## Età antica

### Colonizzazione fenicia

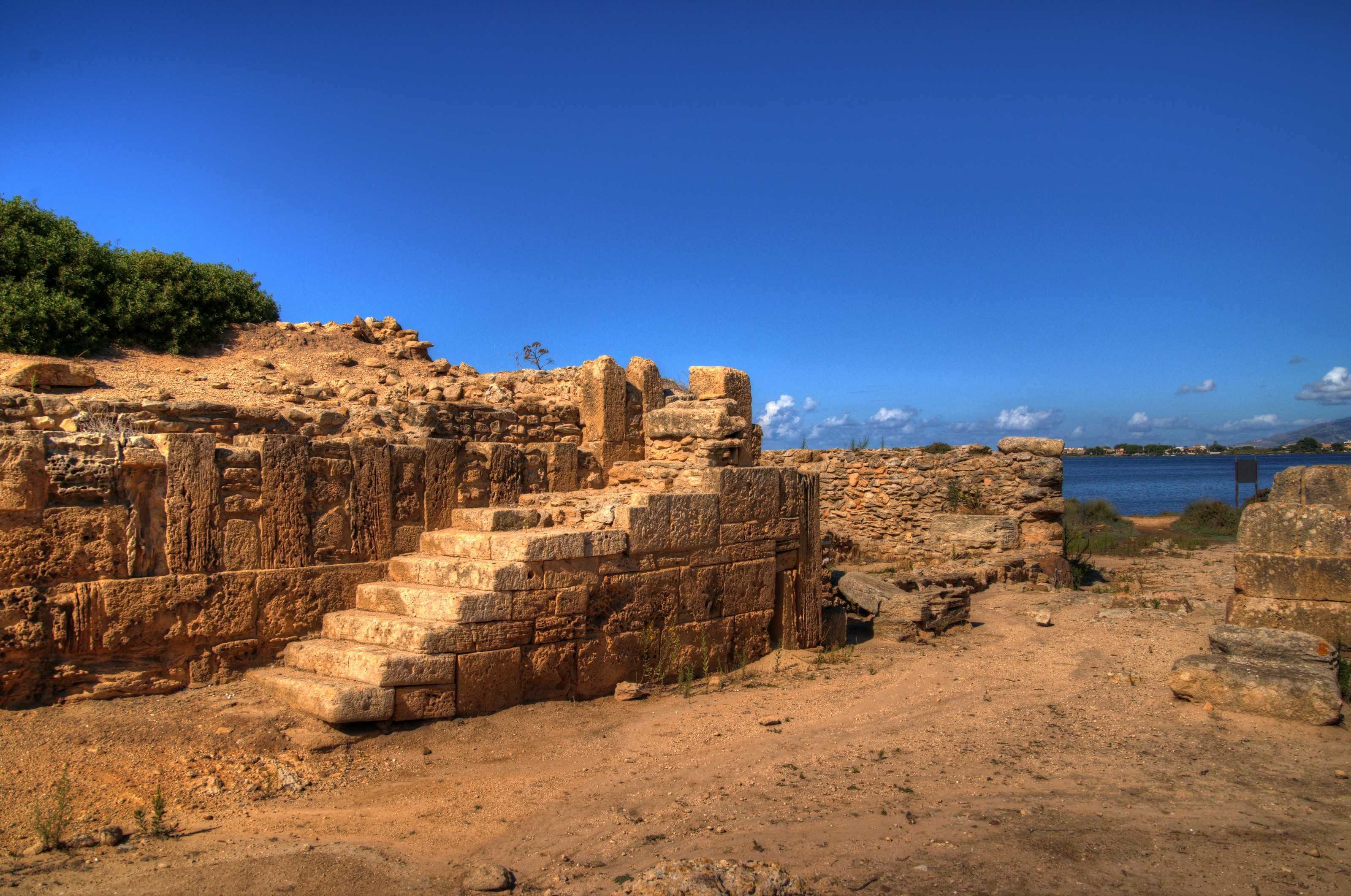
Resti delle mura puniche di Mozia

Il capoluogo siciliano fu fondato come città-porto dai coloni Fenici di Tiro (l'odierno Libano) intorno al 734 a.C. Come luogo d'insediamento scelsero un promontorio di roccia prospiciente il mare contornato da due fiumi che corrisponde alla zona attualmente occupata dalla cattedrale di Palermo e dalla villa Bonanno.
Nel secolo VI la costa occidentale dell'isola apparteneva ai Cartaginesi, fondatori di Zyz, Mozia e di Solunto. Rimaneva importante anche la presenza degli Elimi, che furono i fondatori delle città di Eryx e Segesta.

### Colonizzazione greca

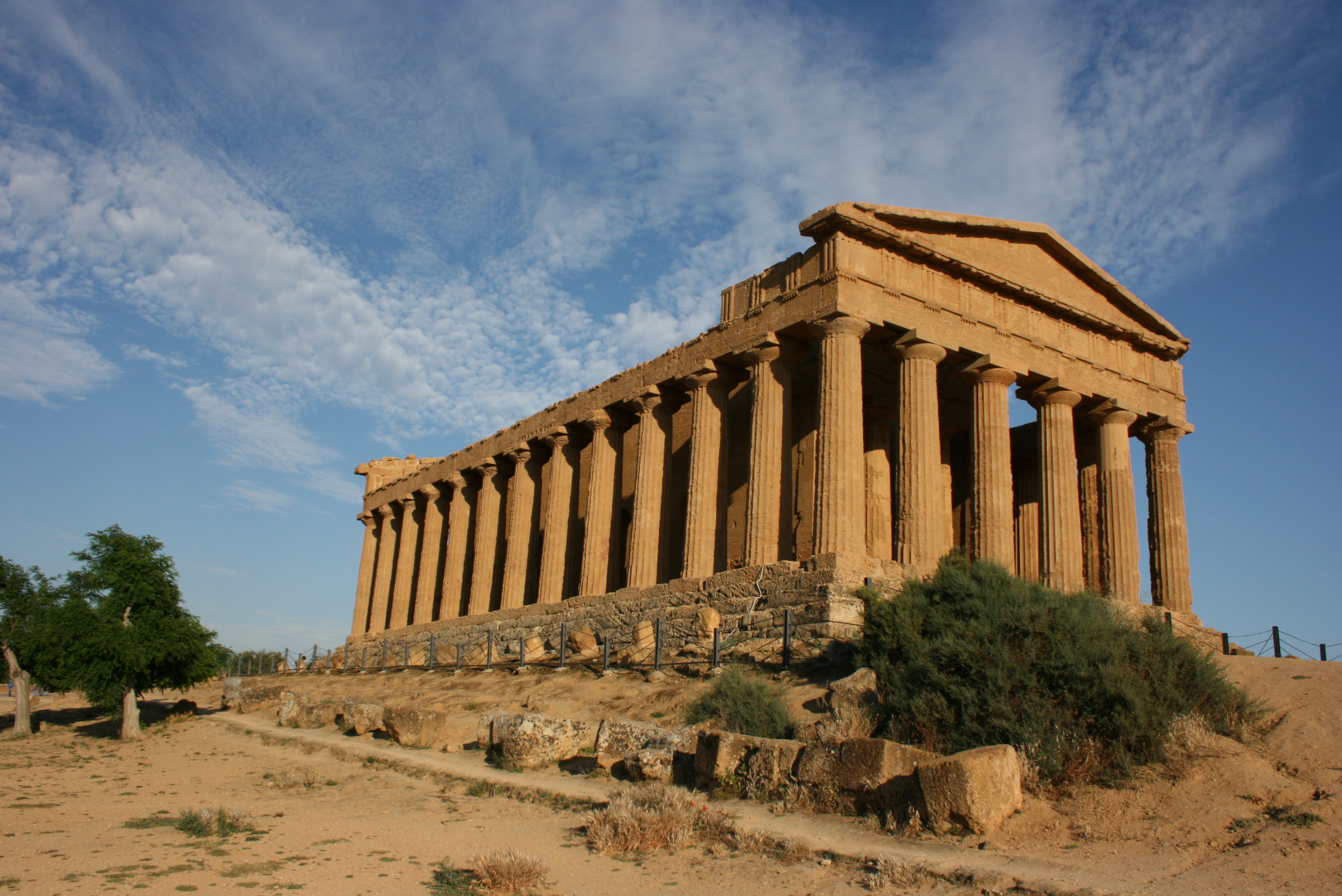
Il Tempio della Concordia ad Agrigento.

La Sicilia entra in modo più significativo nella Storia con la colonizzazione greca, che ha inizio con la fondazione di Naxos per opera dei Calcidesi e di Siracusa per opera dei Corinti, verso la metà dell'VIII secolo a.C. (circa contemporaneamente alla fondazione di Palermo); sempre i Calcidesi, ma in data imprecisata, fondarono Zancle. Naxos, a sua volta fondò Katane e Leontinoi e i greci megaresi fondarono Megara Hyblaea. Nella prima metà del VII secolo a.C. sorsero Gela per opera dei rodio-cretesi e poi Akrai, Kasmenai ed Eloro per opera dei siracusani.
Selinunte per opera dei megaresi di Sicilia e Himera, opera dei calcidesi-zanclei, sorsero a metà del VII secolo. Esse costituiscono le colonie più occidentali fondate da greci, rispettivamente lungo la costa sud e lungo la costa nord; peraltro nei secoli seguenti l'influenza greca penetrò gradualmente anche a Segesta e in altre località della Sicilia occidentale.

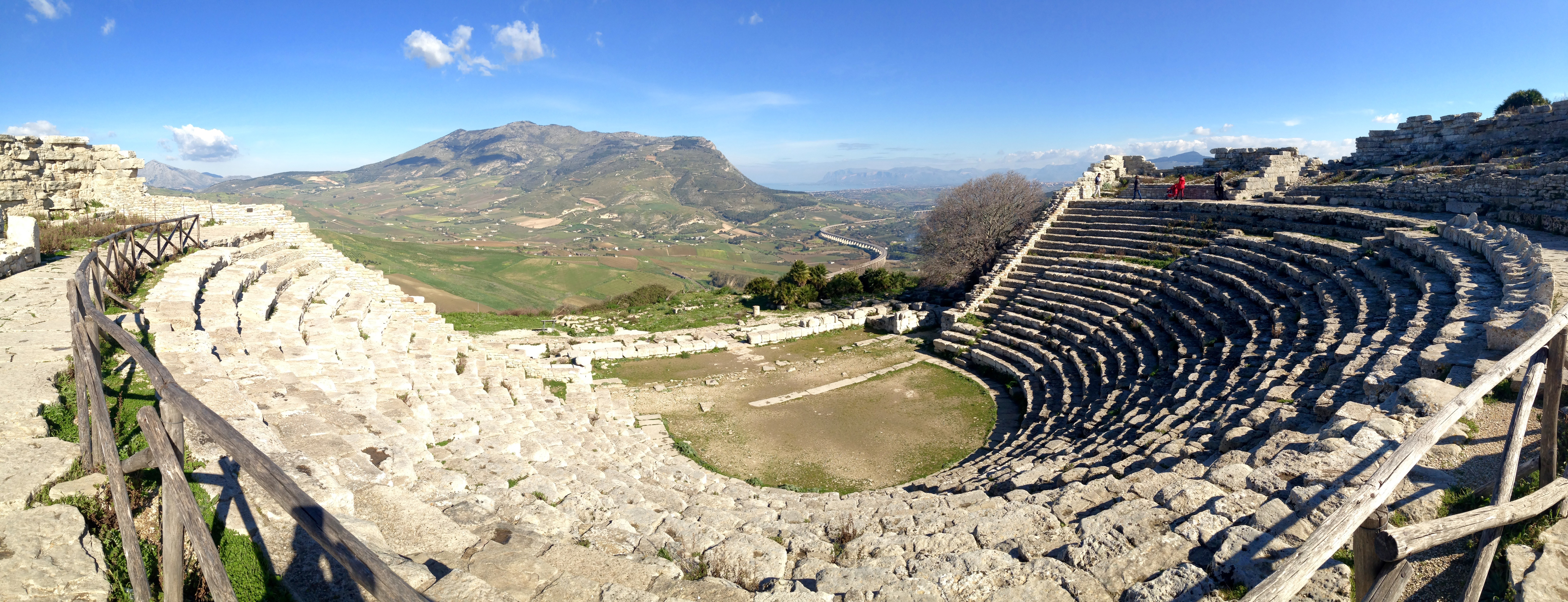
Il teatro di Segesta.

Dal VI secolo a.C. in poi, i greci fondarono nuove colonie all'interno del perimetro già colonizzato. Al principio del VI secolo Akragas fu fondata dai gelesi mentre i siracusani fondarono Kamarina. Verso la metà del VI secolo greci di origine calcidese giunsero a Morgantina, molto addentrata nell'interno dell'isola.

### Epoca greco-siceliota
Risulta appurato che le ondate migratorie elleniche che interessarono la Sicilia erano costituite soprattutto da individui di sesso maschile (con armi e bestiame) che raramente portavano al loro seguito donne e bambini; di conseguenza, questi uomini, nella stragrande maggioranza dei casi, si congiunsero (spesso con metodi violenti) alle donne sicule e/o sicane presenti sull'isola.
La civiltà dei discendenti dei primi Greci stabilitisi in Sicilia (Sicelioti) è analoga, ma non identica, a quella della Grecia propriamente detta. La loro entità politica è la "polis", la città-stato; anche quando si formano stati più vasti, questi sono pur sempre aggregati a essa. Non pare che nelle città siceliote (come neppure in quelle Italiote) vi sia stata mai la monarchia, sebbene prerogative monarchiche ebbero alcuni Tiranni sicelioti. L'aristocrazia fondiaria mantenne generalmente il potere fino alla metà del secolo VI; gareggiò poi con essa la plutocrazia industriale e commerciale. Successivamente al periodo di egemonia aristocratica si ha la lotta tra l'aristocrazia e il popolo, mirante quest'ultimo a ottenere l'uguaglianza dinanzi alla legge (donde le legislazioni attribuite a personaggi leggendari, tra i quali Caronda) e la partecipazione ai diritti politici. L'opposizione all'aristocrazia favorì, come in Grecia, il sorgere dei tiranni, che intorno al 500 a.C. salirono al potere in quasi tutte le città siceliote.

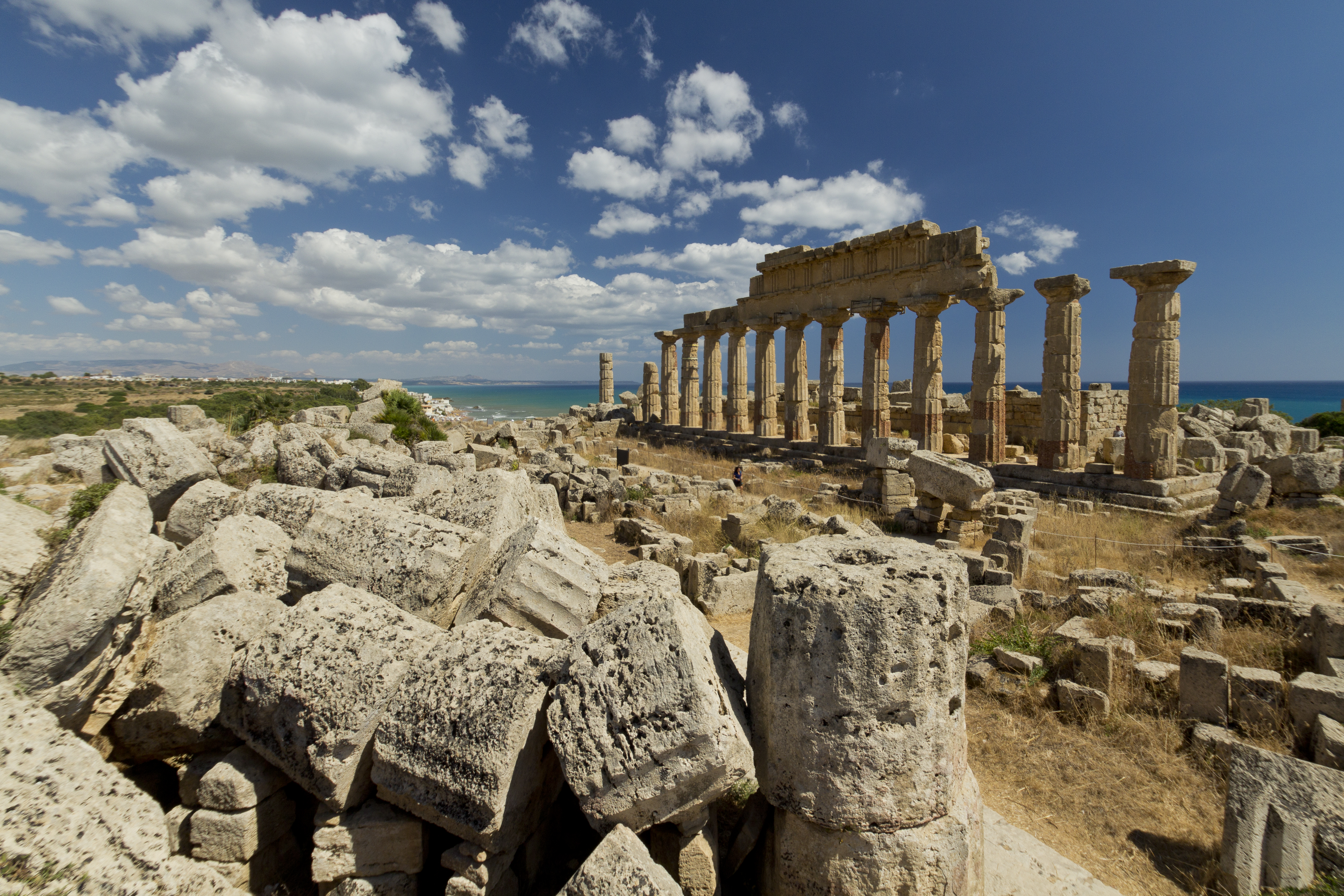
Il tempio C di Selinunte

La Sicilia fu al di fuori della Magna Grecia, ma al pari di questa, costituì un centro di cultura greca: si ricordano Archimede, Caronda, Empedocle, Epicarmo, Gorgia, Sofrone e Stesicoro. Splendida fu la fioritura artistica, specialmente nell'architettura religiosa. Tra la fine del secolo VII e il principio del VI sorsero i primi templi, per esempio, a Siracusa e Agrigento; nel corso del VI secolo si ebbero le grandi costruzioni dei templi di stile dorico. Con le costruzioni architettoniche si sviluppò la decorazione scultorea: famose sono le metope di Selinunte. Di grande valore artistico sono anche le monete delle città siceliote.
Al primo posto per importanza politica in Sicilia fu Siracusa, che divenne antesignana nella lotta con Cartaginesi ed Etruschi. La sua ascesa risale al principio del V secolo sotto il tiranno Gelone I, vincitore a Imera (circa 480) dei Cartaginesi, mentre il fratello e successore Gerone sconfisse gli Etruschi a Cuma per mare (474). Dopo la sua morte si ebbe a Siracusa una rivoluzione in senso democratico, che provocò il ristabilimento dell'indipendenza delle città siciliane assoggettate dai tiranni siracusani. Siracusa tuttavia proseguì la sua attività marittima estendendola fin nell'Italia centrale. Si ebbe in Sicilia un tentativo dei Siculi di affrancarsi dalla preponderante presenza greca e di costituire un regno proprio sotto Ducezio, che sollevò un vasto movimento di rivolta nazionalistica, una vera e propria lega sicula, tentativo che finì per fallire (460-440).

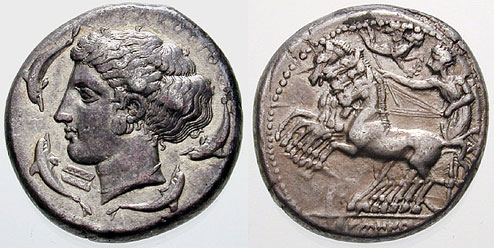
Moneta siracusana (ca. 410 a.C.). Dritto e rovescio.

Nella seconda metà del V secolo Atene venne a contrastare la potenza della dorica Siracusa, ma la grande spedizione ateniese del 415-413 a.C. finì in un disastro. A questi anni risale il Congresso di Gela, a cui parteciparono anche i rappresentanti dei Siculi e dei Sicani, celeberrimo fu il discorso tenuto durante il Congresso da Ermocrate, il quale dibatté sull'importanza dell'unione e della pace fra le città siceliote contro la minaccia greca, sull'indipendenza della Sicilia e sul fatto che ormai gli abitanti dell'Isola non erano più né Dori, né Ioni, né Calcidesi ma Siciliani. In questa fase approfittò Cartagine per una ripresa in Sicilia, occupando nel 409 a.C. Selinunte e nel 405 a.C. Agrigento. Siracusa venne alla riscossa sotto il tiranno Dionisio I, che però non spinse a fondo la guerra contro i Cartaginesi perché impegnato nella sottomissione delle città siceliote e nei tentativi espansionistici in Italia, ove si spinse fin nell'Adriatico superiore. Dopo la sua morte si ebbe a Siracusa un lungo periodo di sconvolgimenti, terminato nel 343 con il ristabilimento della libertà per opera di Timoleonte, il quale vinse i Cartaginesi, promosse la liberazione delle città siceliote e la loro alleanza.
Siracusa riprese la politica egemonica intorno al 316 a.C. per opera del tiranno Agatocle, che sottomise le altre città siceliote, proclamandosi " Βασιλεύς τῆς Σικελίας " (Basilèus tès Sikelìas) cioè "Re di Sicilia" e auto-incoronandosi alla maniera ellenistica dei Diadochi orientali. Il regno siceliota agatocleo, nel periodo della sua massima espansione, aveva come confine occidentale il Fiume Platani, estendendosi sulla parte orientale della Sicilia; su Gela, su Akragas e sul suo circondario; su Selinunte; sui territori dei Siculi e dei Sicani (stanziati nell'interno), su Reghion, Locri e sull'estremità meridionale della Calabria; tuttavia non riuscì a strappare a Cartagine la estrema parte occidentale dell'Isola. Morto lui (289) Siracusa tornò in libertà. Premuta nuovamente dai Cartaginesi, essa, assieme ad Agrigento, invitò Pirro re dell'Epiro che era venuto in Italia su chiamata di Taranto, a combattere i Romani. Pirro passò in Sicilia e ottenne successi; ma la discordia insorse tra lui e i suoi alleati ed egli fece allora ritorno sul continente. I Cartaginesi ristabilirono la loro potenza su parte dell'isola, mentre Siracusa era impegnata a difendersi dai Mamertini, mercenari campani impadronitisi di Messina. Durante la guerra contro di essi si ebbe la costituzione a Siracusa della nuova tirannia di Gerone II (270) e l'intervento dei Romani, chiamati dai Mamertini. Di qui l'inizio della prima guerra punica.

### Epoca romana

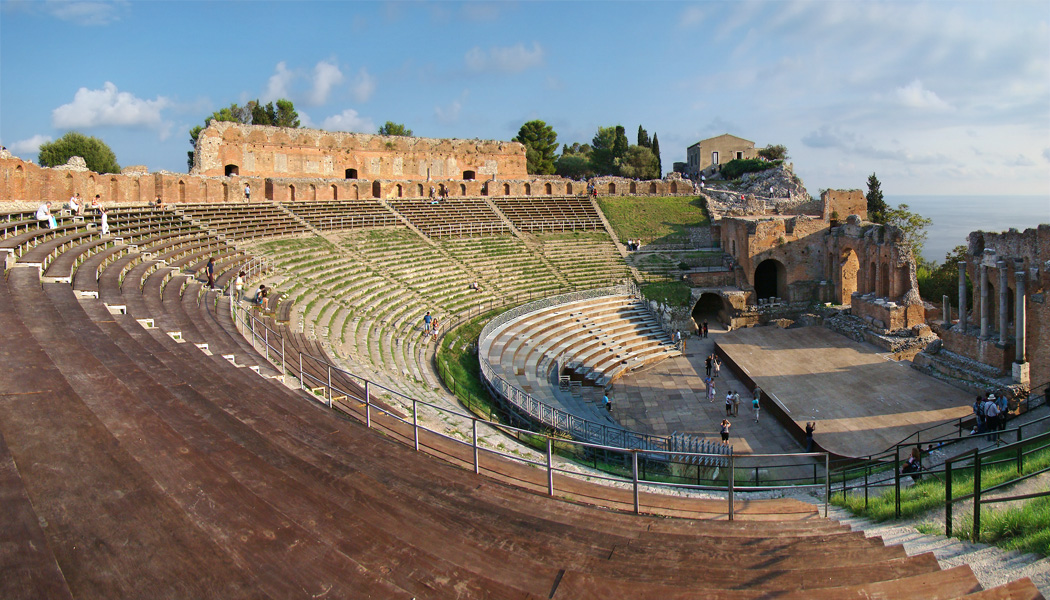
Il teatro antico di Taormina

A seguito della prima guerra punica (264-241 a.C.) l'isola fu assoggettata a Roma, che dopo la vittoria di Torquato Attico e Catulo sulle truppe cartaginesi di Annone nella battaglia delle Isole Egadi, ne fece la sua prima provincia Romana: una parte del territorio venne considerato ager publicus mentre il resto fu sottoposto a tributo. Vi si mantennero tuttavia, o vi si formarono, città federate (fra cui Siracusa, che mantenne per alcuni decenni una limitata autonomia) e municipi romani. Per quanto concerne l'ambito economico-produttivo il territorio siciliano fu coltivato estensivamente a frumento per approvvigionare Roma, al punto tale da definire la Sicilia stessa il granaio di Roma.
Durante la seconda guerra punica (218-202 a.C.) vi furono ribellioni siceliote contro i Romani, principalmente ad Agrigento e Siracusa. Celebre fu il lungo assedio che quest'ultima subì da parte dell'esercito romano, che culminò nel 212 a.C. con l'espugnazione e il saccheggio della città. Le misure repressive che vennero adottate da parte dei vincitori recarono un grave colpo alla Sicilia. Siracusa divenne una città tributaria, mentre l'intera popolazione di Agrigento fu ridotta in schiavitù, venduta e sostituita da siciliani provenienti da zone rimaste fedeli a Roma. Le confische di beni e territori portarono allo sviluppo del latifondo e a una stagnazione della popolazione isolana, costituita in gran parte da schiavi che diedero vita alle guerre servili. Fra queste ultime rivestì una certa importanza quella scoppiata nel 138 a.C., in cui emerse anche un risveglio di sentimenti d'indipendenza da parte di alcuni centri abitati dell'isola.

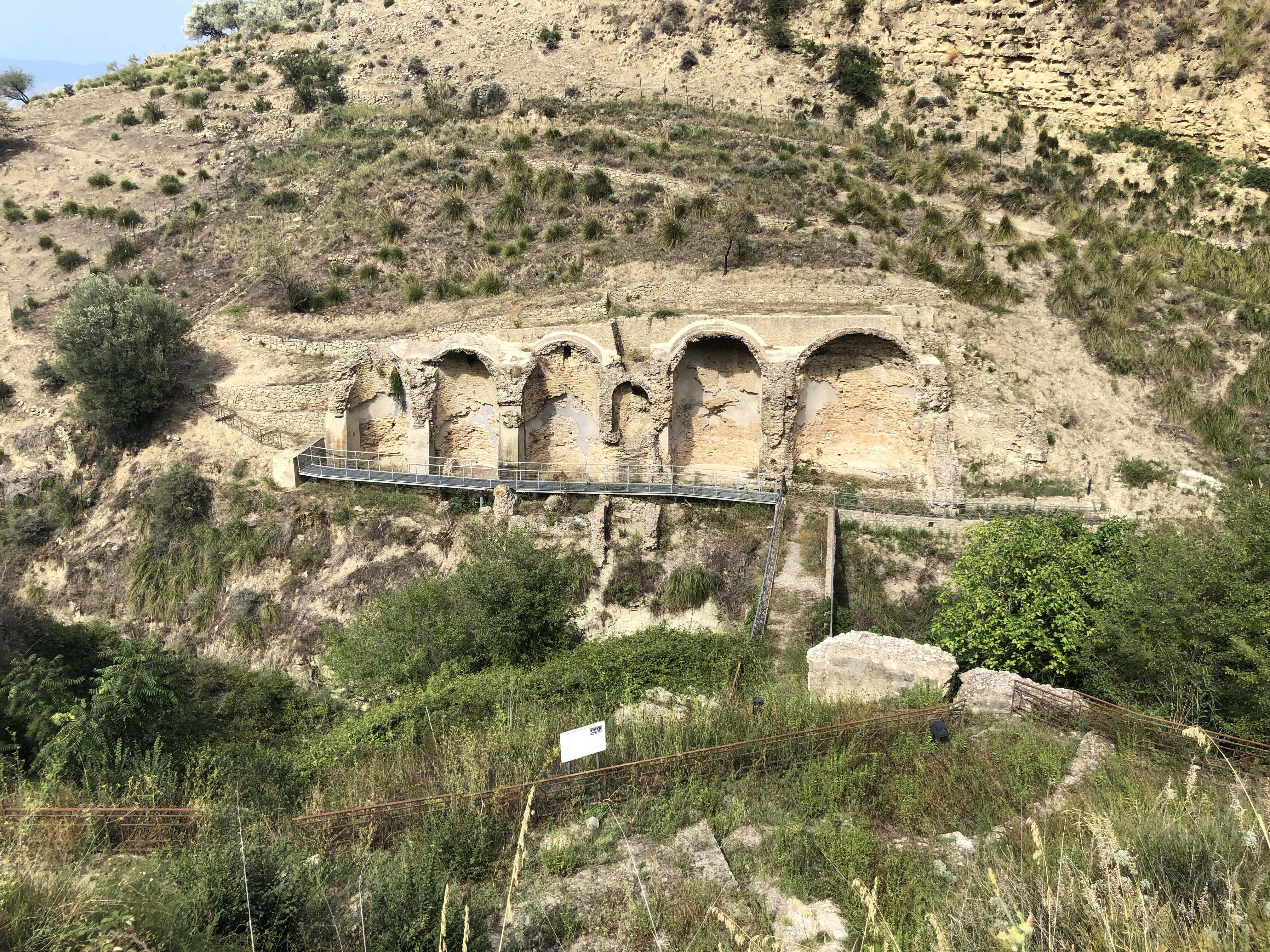
Il ninfeo romano di Centuripae.

La rivolta fu capeggiata dallo schiavo Euno, una volta proclamato re arrivò a contare un esercito di 200 000 Siciliani, la rivolta venne successivamente soffocata dal console Publio Rupilio. La feracità dell'isola fece di essa, fin da tarda età repubblicana, una delle regioni cereagricole più importanti del mondo romano. Dopo la morte di Giulio Cesare, la Sicilia fu governata, per alcuni anni, insieme alla Sardegna, da Sesto Pompeo. In età augustea si moltiplicarono gli stanziamenti dei veterani e dei coloni romani che favorirono il processo di latinizzazione di gran parte dell'isola. Essa, tuttavia, nell'ordinamento delle regioni augustee, era considerata come non facente parte dell'Italia. La concessione generale della cittadinanza romana fatta a suo tempo da Marco Antonio non fu tuttavia mantenuta da Augusto, il quale però assegnò alle principali città lo status di municipio romano o di colonia latina.
La Sicilia godette di un relativo benessere fino all'epoca Antonina, ma nel III secolo partecipò al generale processo di decadenza economica e politica dell'Impero. Con il nuovo ordinamento amministrativo ideato da Diocleziano (Diocesi d'Italia) e mantenuto in massima parte dagli imperatori successivi, la Sicilia, con la Sardegna e la Corsica, venne unita amministrativamente all'Italia. All'effimera ripresa culturale ed economica dell'Impero durante il IV secolo l'isola non restò probabilmente estranea: di quest'epoca è la celebre villa romana del Casale di Piazza Armerina, che con i suoi 3500 m² di mosaici. costituisce uno dei più superbi esempi di arte romana tardoantica. Attorno alla metà del V secolo i Vandali di Genserico, stabilitisi in Africa, s'impadronirono dell'isola.

## Età medievale

### Epoca bizantina

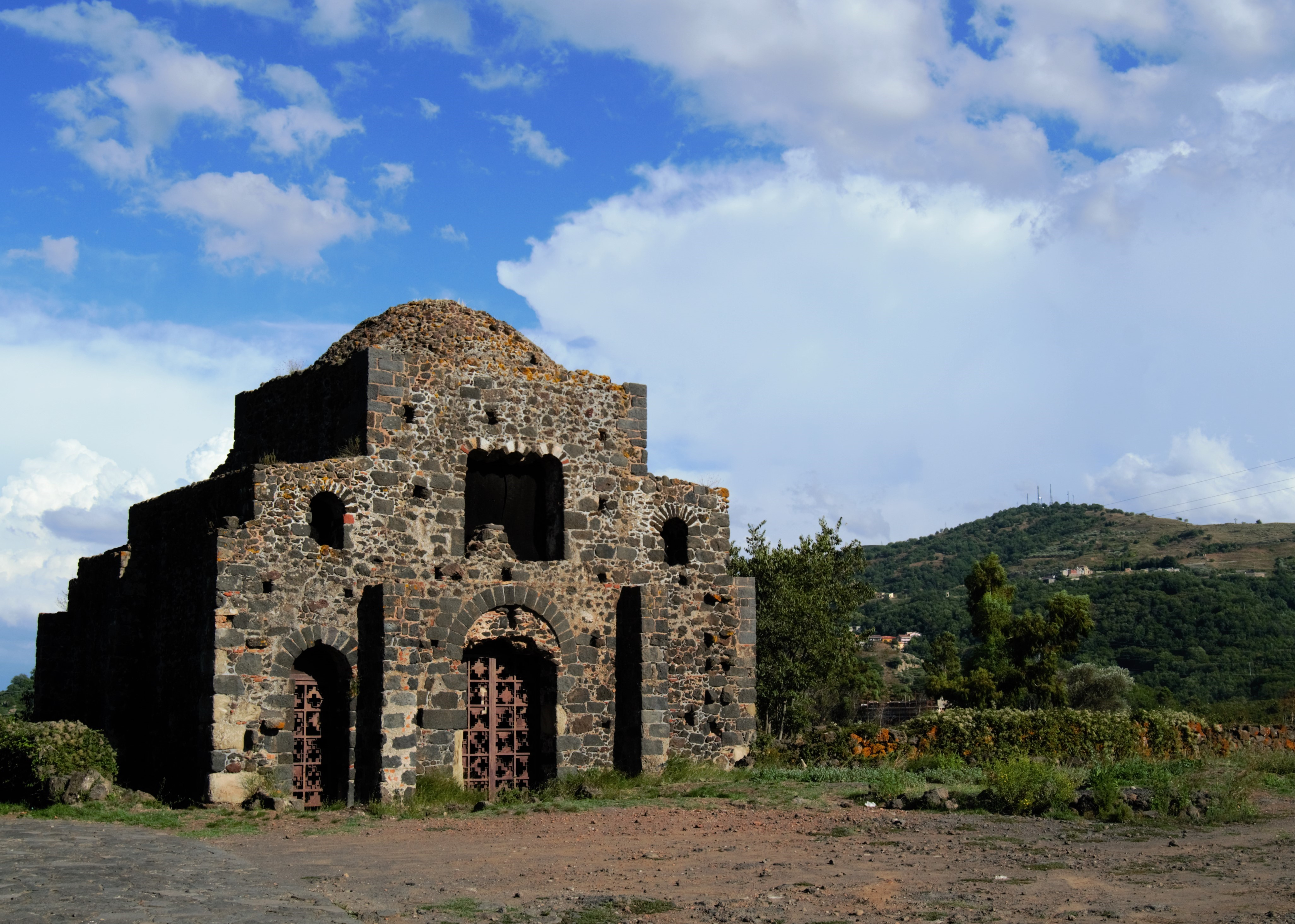
Cuba di Santa Domenica (Castiglione di Sicilia)

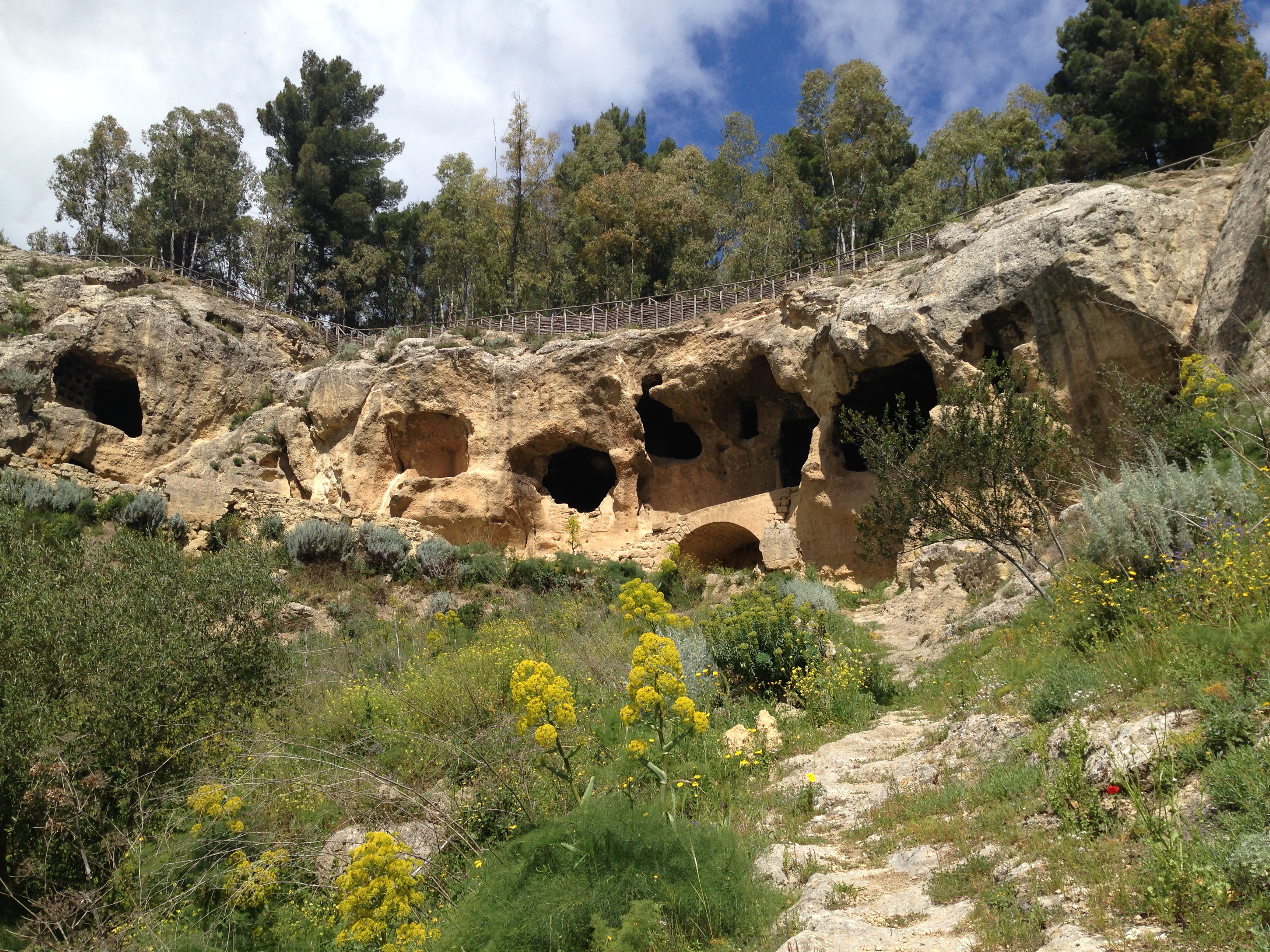
Il villaggio bizantino Canalotto presso Calascibetta

Alla caduta dell'Impero romano d'Occidente, Odoacre ne ottenne la restituzione da Genserico dietro pagamento di tributo. Nel 493 Teodorico, re degli Ostrogoti, ne conservò il possesso senza più pagare il tributo. I Goti non fecero stanziamenti in Sicilia, così l'isola rimase di fatto nel dominio dei latifondisti romani (fra cui principale il vescovo di Roma) e questo facilitò la sua immediata adesione al generale imperiale Belisario quando vi sbarcò nel 535 d.C.
L'isola rimase per tre secoli un territorio greco-bizantino senza far parte né della circoscrizione italiana, né di quella africana, in dipendenza diretta da Costantinopoli, come una specie di dominio imperiale. È nota la grandissima influenza che continuò ad avervi la chiesa romana, che possedeva numerosi possedimenti amministrati da rettori inviati direttamente dal Papa.

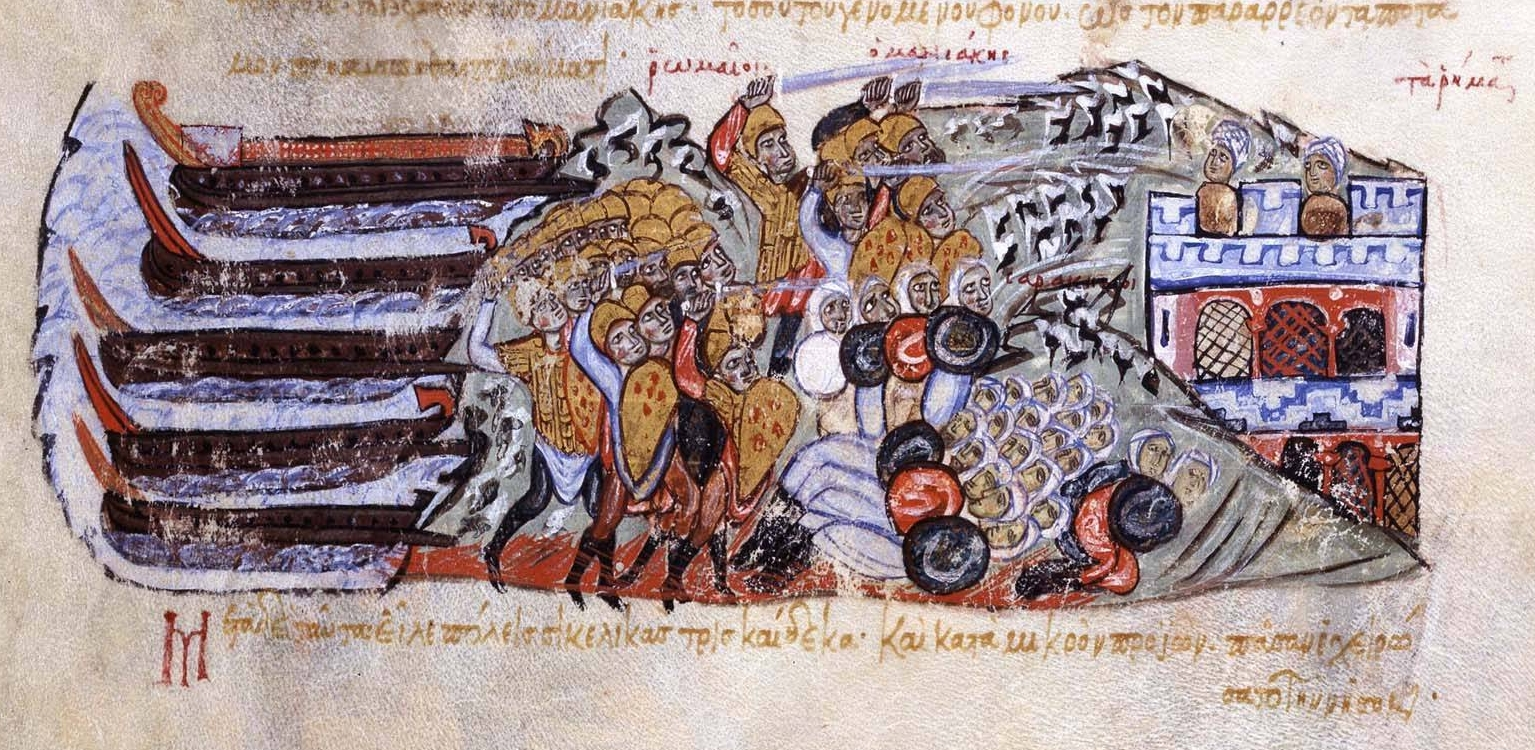
L'esercito bizantino, comandato da Giorgio Maniace, sbarca nella Sicilia islamica (illustrazione dallo Scilitze di Madrid)

Nel VII secolo, incominciarono le razzie dei musulmani dall'Africa, che reputavano la Sicilia come punto strategico da dove si poteva controllare tutto il mar Mediterraneo. Verso la fine del VII secolo, la Sicilia sotto il regno di Giustiniano II, divenne uno dei themata (Sikelia) dell'Impero Bizantino. La successiva disgregazione dell'Impero bizantino e la sua debolezza, alimentarono un forte malcontento in Sicilia, così tra il 663 e il 668 l'imperatore d'Oriente Costante II trasferì la propria corte da Costantinopoli a Siracusa, ma, anziché portare benefici alla Sicilia e all'Impero, causò una lunga guerra tra le due città e l'indipendenza del thema di Sikelia. Il turmarca della flotta siculo-bizantina Eufemio di Messina, che aveva dichiarato l'indipendenza da Costantinopoli nell'823, venne cacciato dai nobili locali e sconfitto duramente dai Bizantini sotto la guida di Fotino, e fu costretto a fuggire in Ifriqiya (all'incirca l'attuale Tunisia).
Lì Eufemio trovò rifugio presso l'emiro aghlabide di Qayrawān, Ziyadat Allah I, a cui chiese aiuti per realizzare uno sbarco in Sicilia ai danni dei bizantini. I musulmani, che forse avevano già progettato un'invasione delle Sicilia, prepararono una flotta di 70 navi, chiamando al jihād marittimo il maggior numero di volontari. Eufemio, assassinato a Castrogiovanni durante l'assedio dell'828-829, verrà considerato come l'uomo che causò l'invasione islamica della Sicilia e l'inizio dei due secoli della loro dominazione sull'isola.

### Epoca islamica

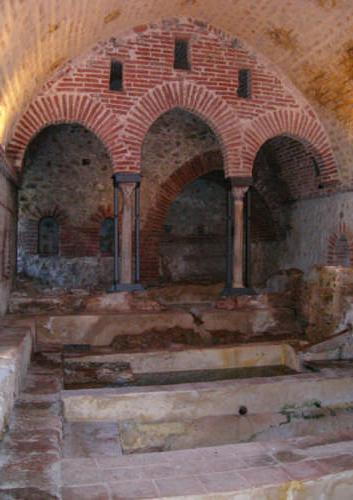
I bagni arabi di Cefalà Diana risalenti al periodo normanno

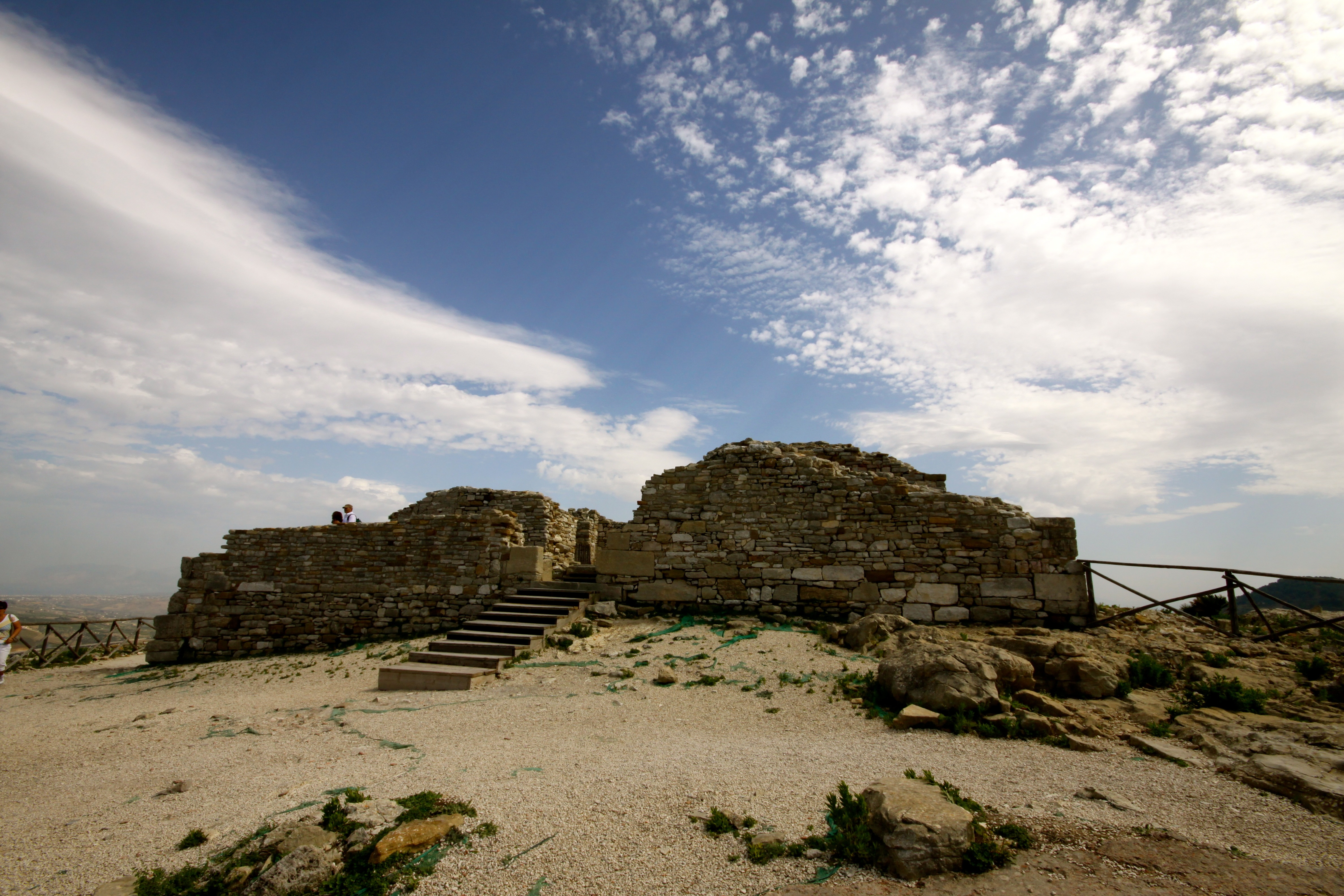
La moschea di Segesta, datata al XII secolo, fu costruita dalla comunità musulmana stabilitasi su monte Barbaro

L'occupazione stabile dell'isola da parte dei musulmani aghlabidi ebbe inizio però solo con lo sbarco nell'827 a Capo Granitola, presso Marsala. La conquista proseguì lentamente: nell'831 fu presa Palermo, nell'843 Messina, nell'859 Castrogiovanni. Rimase ancora ai Bizantini una striscia a oriente con Siracusa, che cadde solo nell'878, e Taormina, che resse ancora fino al 902. L'occupazione islamica della Sicilia e dei suoi arcipelaghi terminò con Rometta nel 965.
Nel 948, Hasan I venne nominato governatore della Sicilia per conto dei Fatimidi d'Egitto; egli fondò una dinastia ereditaria, quella dei Kalbiti, e la Sicilia divenne un emirato appartenente al califfato fatimide. I kalbiti entrarono successivamente in conflitto con la dinastia Ziride dell'Ifriqiya, che nei primi decenni del XI secolo tentò di imporsi nell'isola.

### La Sicilia normanna e sveva

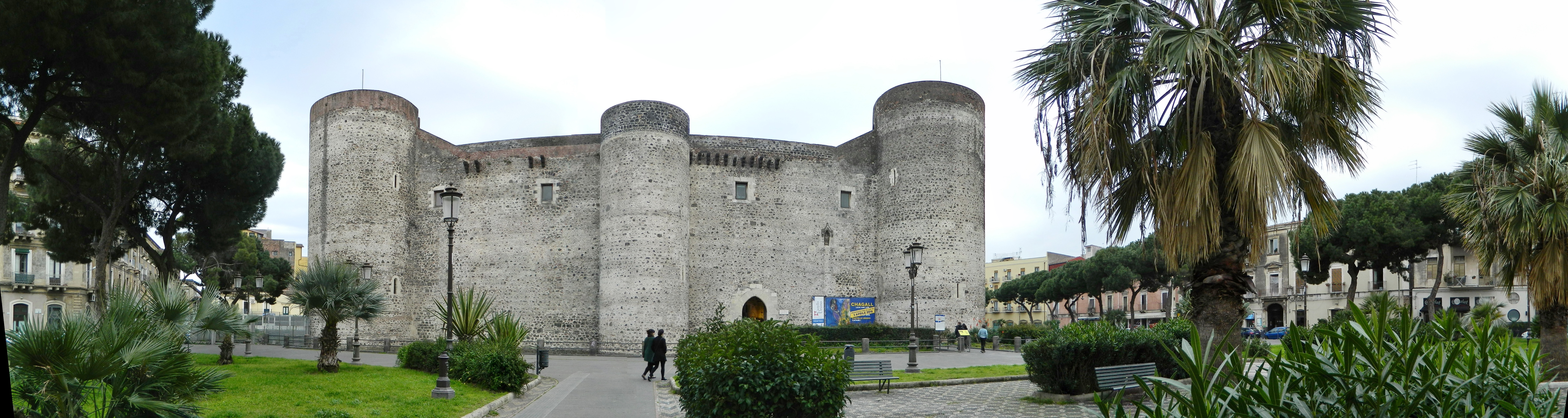
Il Castello Ursino di Catania, voluto da Federico II di Svevia, fu edificato fra il 1239 e il 1250

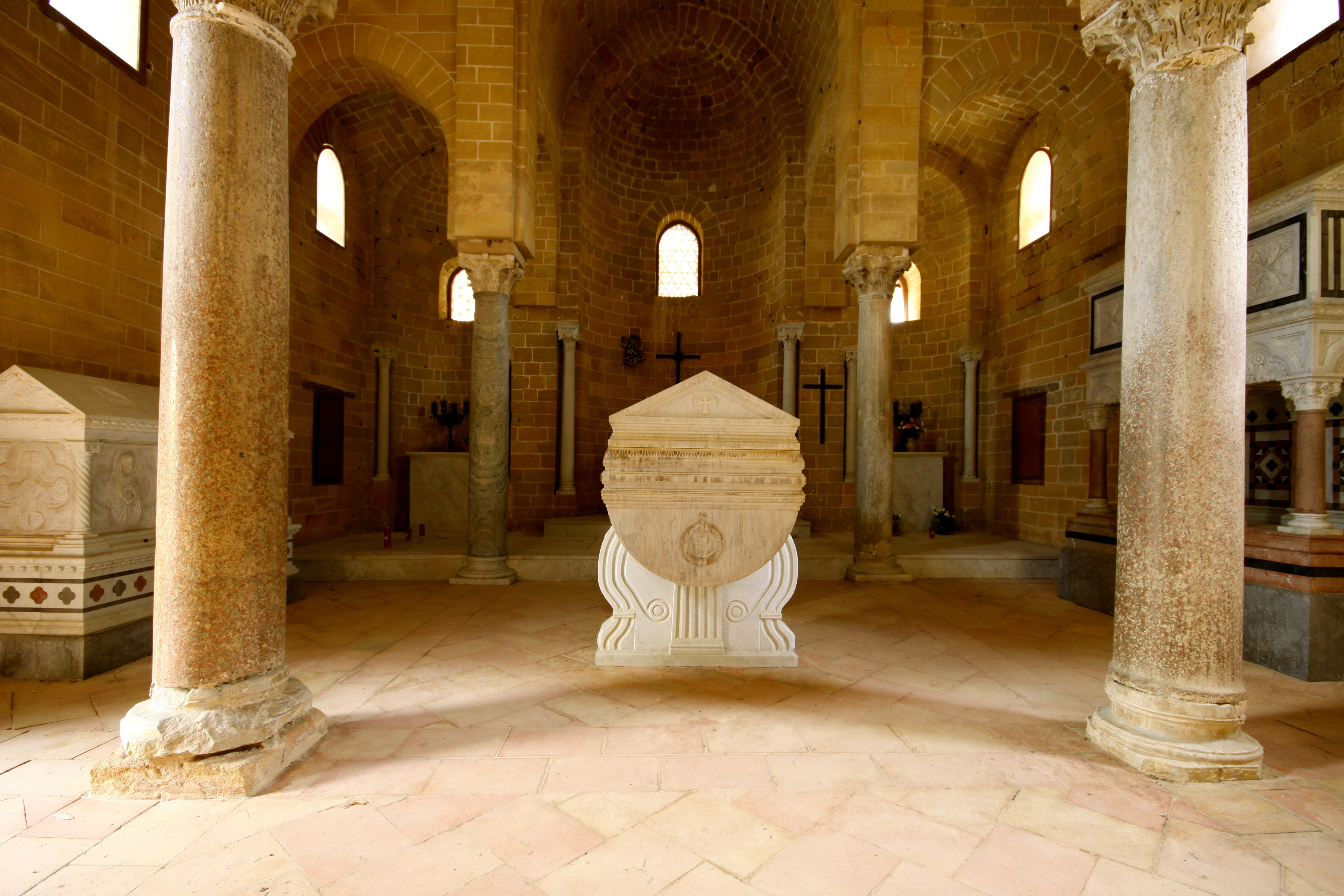
L'interno della chiesa della Santissima Trinità di Delia

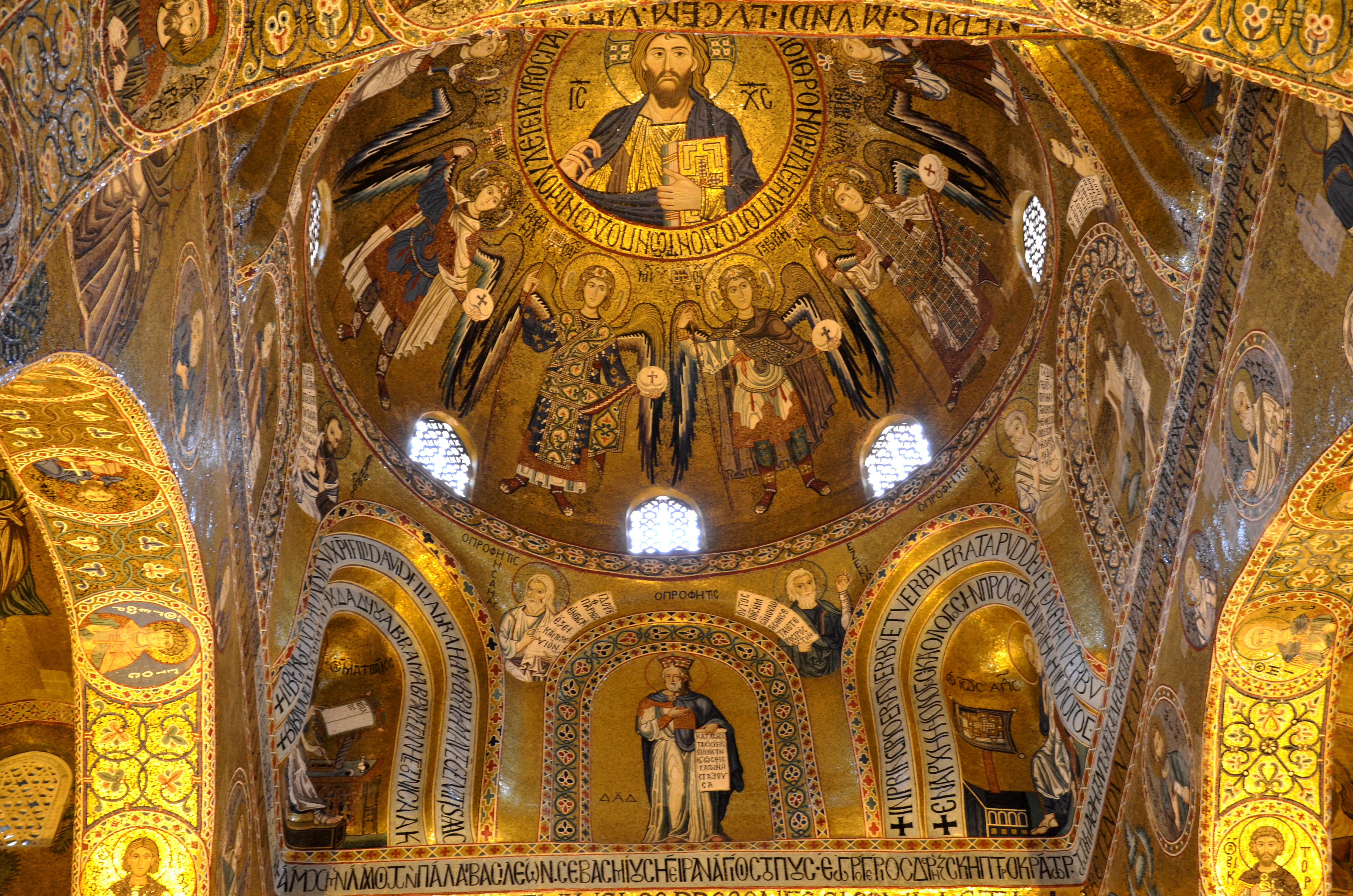
Cappella Palatina

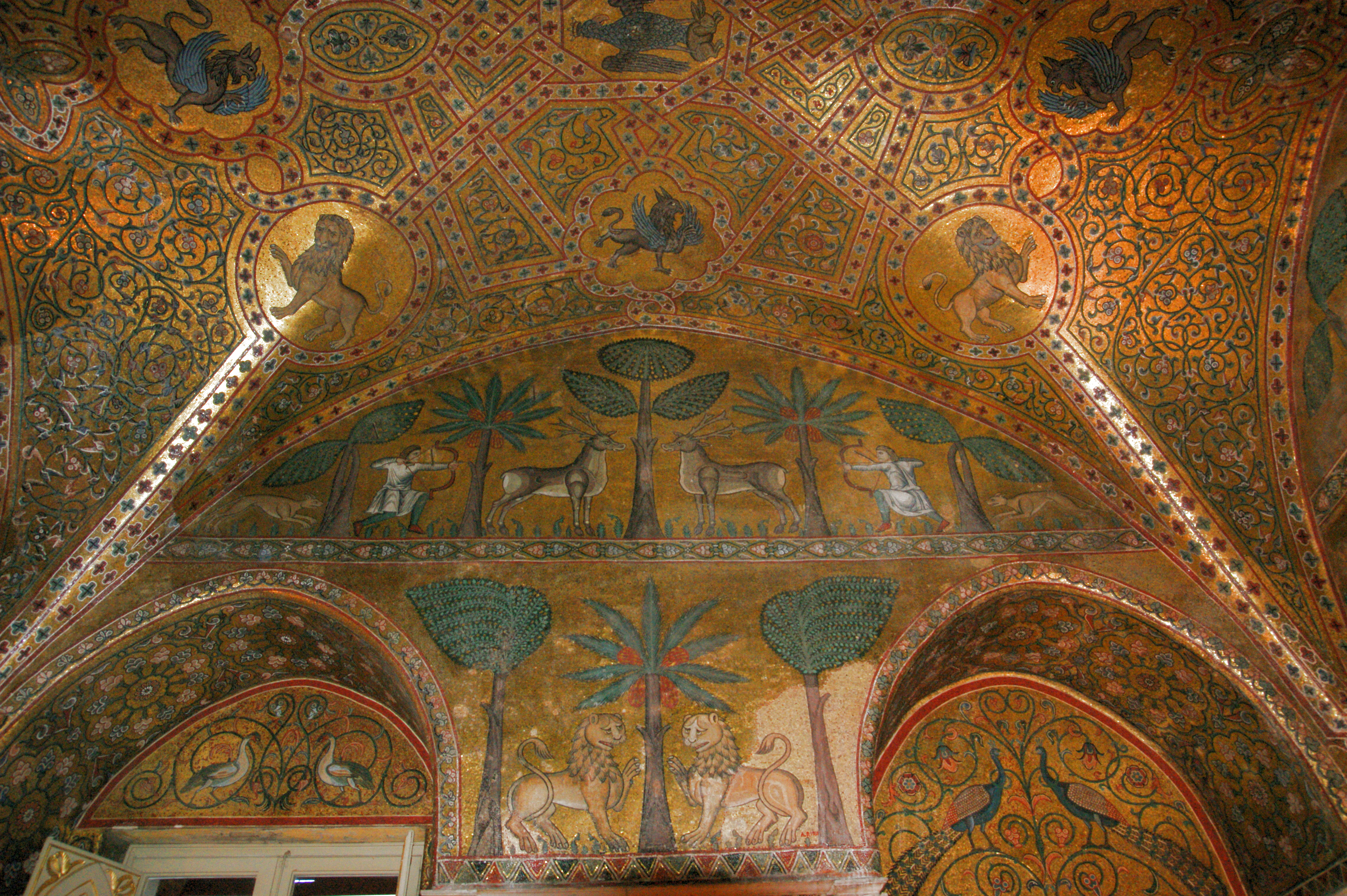
La sala di re Ruggero II interna al palazzo Reale di Palermo

Furono invece i Normanni giunti nel Mezzogiorno che, prima ancora di completare la conquista del continente, concentrarono i propri sforzi per cacciare dall'isola i musulmani (conquista normanna della Sicilia). Ruggero I d'Altavilla incominciò l'impresa nel 1060 e la compì nel 1091 tenendo la Sicilia con il titolo comitale come feudo di Roberto il Guiscardo. A lui succedette Ruggero II, che alla Sicilia riunì il Mezzogiorno continentale ed ebbe nel 1130 dall'antipapa Anacleto II la Corona di Sicilia, successivamente riconosciuta nel 1139 da Innocenzo II. Fondò così il Regno di Sicilia con capitale Palermo. Scelse anche come sede reale, la cittadina di Cefalù, dove fece erigere nel 1131 la Basilica Cattedrale come suo mausoleo. Gli successe il figlio Guglielmo I detto il malo (1154-1166), per la durezza con cui egli, o piuttosto il suo potente ministro, l'ammiraglio Maione di Bari, represse le rivolte dei grandi, specialmente di Puglia. Questi si erano rivolti a Federico Barbarossa e all'imperatore bizantino Manuele I Comneno. Le milizie bizantine sbarcarono in Puglia, occupando velocemente Bari, Trani e gran parte del territorio. Fu la resistenza di Brindisi all'assedio dei bizantini che diede a Guglielmo il tempo di riordinare le forze e di giungere a capo del suo grande esercito sul luogo. La battaglia di Brindisi si protrasse per parecchi giorni e terminò con la vittoria dei Normanni. Anche Papa Adriano IV, che si era schierato con i bizantini, dovette comprendere che era conveniente negoziare con i Normanni anziché combatterli. Si giunse così all'accordo di Benevento (18 giugno 1156), grazie al quale Guglielmo ottenne l'incoronazione ufficiale da parte del papa. 
Successo a Guglielmo I il secondogenito Guglielmo II (1166-1189), il regno si andò pacificando. Nella contesa tra il papato e i comuni da una parte e il Barbarossa dall'altra, Guglielmo II stette con i primi per difendersi dalle mire imperiali. Dopo Legnano egli concluse a Venezia, al pari dei comuni lombardi, una tregua con il Barbarossa (1177) e la pace a Costanza (1183).
Questi eventi in seguito favorirono un'intesa fra Regno di Sicilia e impero tedesco: nel 1184 Guglielmo II fidanzò sua zia, Costanza d'Altavilla, con il figlio del Barbarossa, Enrico, futuro Enrico VI Hohenstaufen. Costanza, ultima figlia di Ruggero II, rappresentava l'unico discendente legittimo della dinastia, in caso Guglielmo fosse rimasto senza eredi.
L'eventualità di una mancata discendenza era peraltro espressamente prevista nel contratto matrimoniale per le nozze di Enrico e Costanza, a cui in questo caso sarebbe toccato il Regno di Sicilia. Era un'eventualità difficilmente ipotizzabile, vista la giovane età di Guglielmo e di sua moglie Giovanna, e l'età matura di Costanza: la sua inaspettata realizzazione aprì la strada del trono di Sicilia a Enrico VI e, dopo di lui, al figlio Federico II di Svevia.
Il matrimonio tra Enrico e Costanza fu celebrato a Milano nel gennaio 1186.

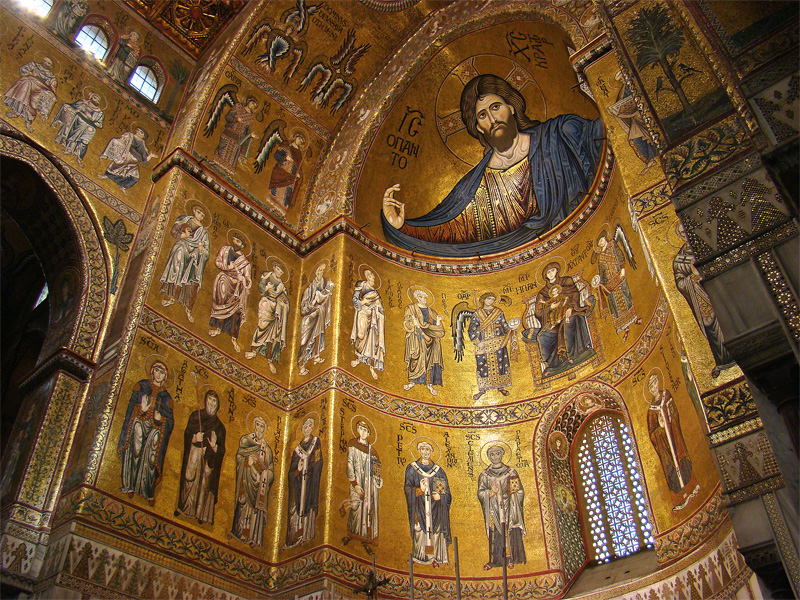
L'abside del Duomo di Monreale; domina l'immagine del Cristo Pantocratore.

Morto Guglielmo II, contro Enrico VI si levò un forte partito che gli oppose un rampollo illegittimo della casa normanna, Tancredi, conte di Lecce, che fu riconosciuto da papa Clemente III. Una prima spedizione di Enrico VI (1191) non riuscì nella conquista del regno; una seconda, avvenuta dopo la morte di Tancredi (febbraio 1194), portò al successo, e alla fine del 1194 Enrico fu incoronato Re di Sicilia a Palermo. Tentativi di rivolta furono da lui ferocemente repressi. Egli mori improvvisamente a Messina nel settembre 1197.
La storia della Sicilia sotto suo figlio, Federico II, detto stupor mundi, il quale procedette a un riordinamento generale del regno, è narrata nella voce relativa; e il seguito di essa in quella su Manfredi. Caduto questi a Benevento (1266), Carlo I d'Angiò, al quale il pontefice aveva trasmesso il regno, ne rimase padrone; e vana riuscì la spedizione di Corradino di Svevia (1268), che venne decapitato a Napoli.

### Gli Angioini

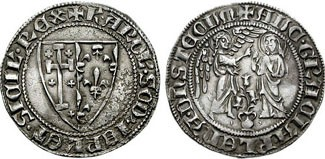
Saluto d'argento di Carlo I

La Sicilia fu particolarmente malcontenta del governo angioino, innanzitutto per il suo fiscalismo. Alcune parziali sollevazioni in favore di Corradino vennero ferocemente domate con lo sterminio d'intere cittadinanze, e molti nobili furono spogliati per dare i loro beni ai francesi. Inoltre la Sicilia si sentiva posposta a Napoli, ove Carlo aveva la sua sede. Il popolo era malcontento anche per il modo licenzioso con cui i francesi trattavano le donne siciliane: malcontento che scoppiò nell'insurrezione dei Vespri Siciliani, incominciata il 30 marzo 1282, cui seguirono l'intervento di Pietro III d'Aragona acclamato Re di Sicilia e la Guerra cosiddetta del Vespro fra Angioini di Napoli e il nuovo Regno di Sicilia insulare (sotto la Dinastia Aragonese) che si era staccato dal Regno di Sicilia continentale.

### Gli Aragonesi

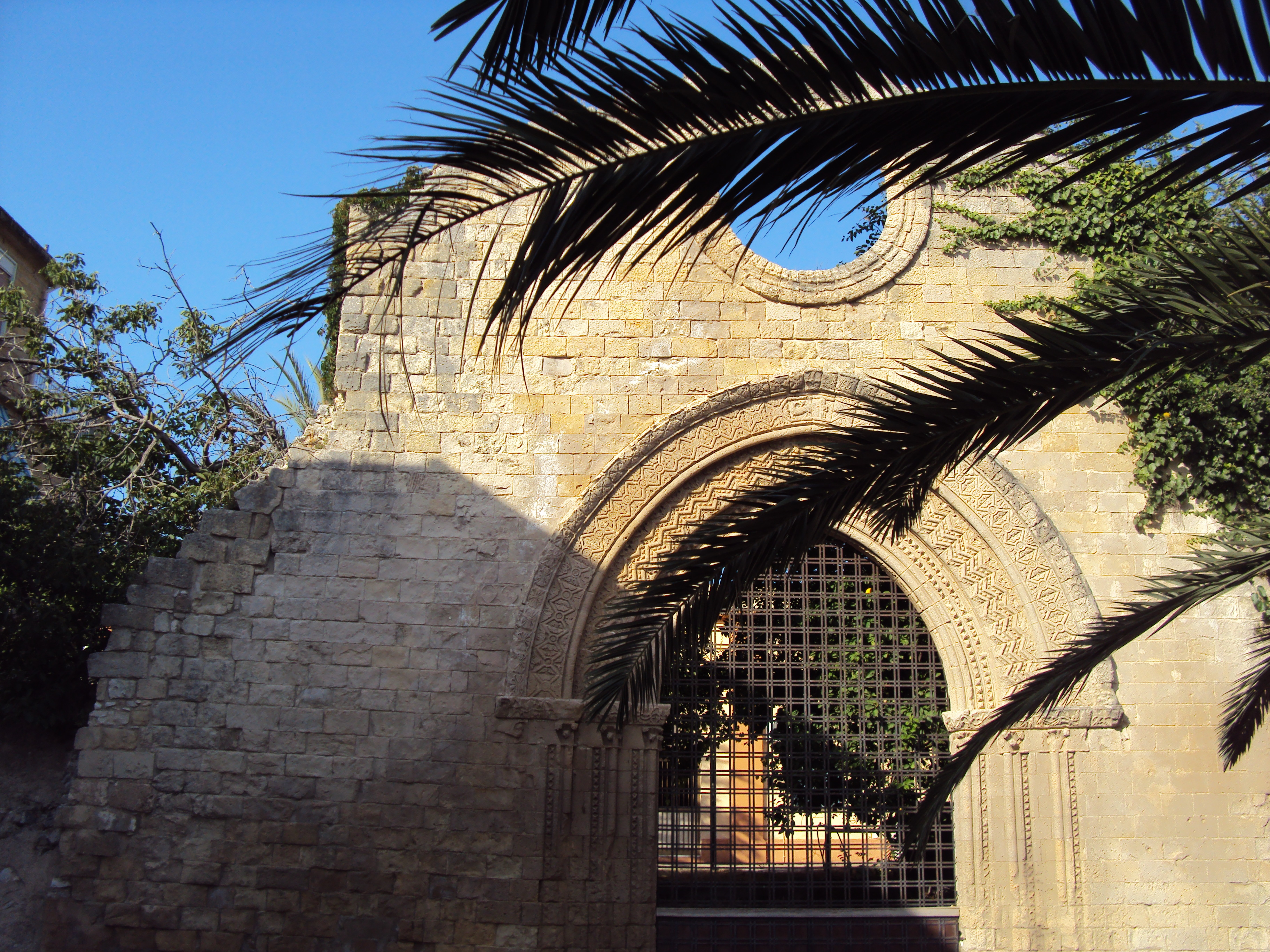
Portale gotico-chiaramontano di Bivona, prima città siciliana a essere divenuta ducato (1554)

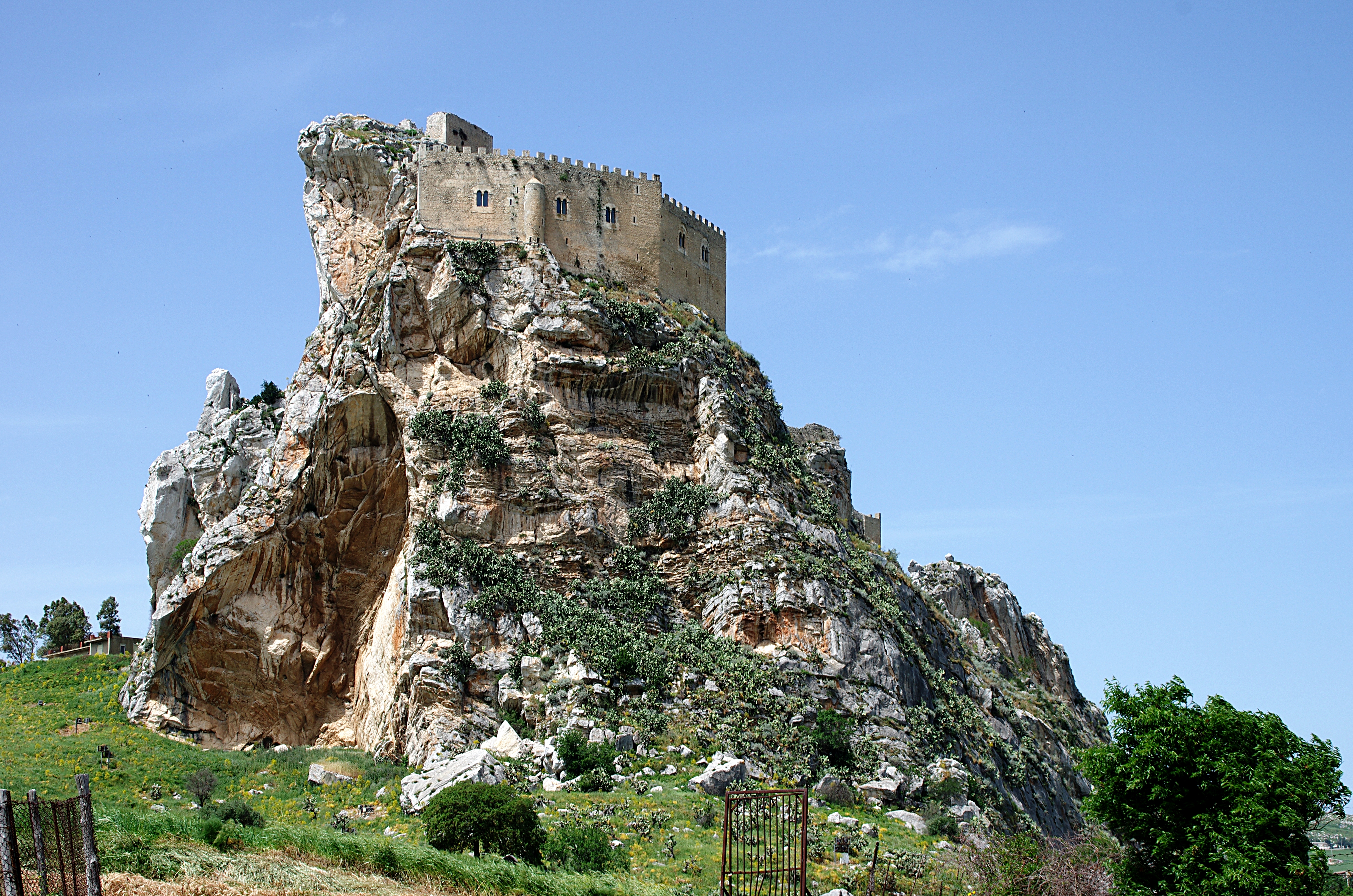
Il castello di Mussomeli

Con la pace di Caltabellotta (1302) la Sicilia continuò a rimanere indipendente sotto Re Federico III che assunse il titolo di Re di Trinacria. Alla sua morte l'isola sarebbe dovuta tornare agli Angioini; invece Federico fece riconoscere per successore il figlio Pietro II. Di qui una serie di scontri fra i due regni, con incursioni reciproche e sbarchi sulle coste. A Pietro II successe il figlio Ludovico il fanciullo (1342-1355); sotto il suo successore Federico IV, nel 1372, fu stipulata la pace che concluse definitivamente le guerre del Vespro. Dopo 90 anni alternati da lotte e tregue, la Sicilia veniva ufficialmente riconosciuta come un regno separato e indipendente, col nome di Regno di Trinacria (tuttavia sull'isola si continuò sempre ad usare il nome di Regno di Sicilia), in cambio di un indennizzo di 15 000 fiorini annui che dovevano essere pagati a Giovanna I ed ai suoi successori.
L'isola continuerà a rimanere pienamente indipendente e con una propria dinastia regale fino al 1416. Morto Federico IV nel 1377, la successione della figlia Maria non venne riconosciuta da Pietro IV d'Aragona del ramo principale, che cedette i suoi diritti sulla Sicilia al secondogenito Martino il Vecchio, il quale li trasmise al figlio Martino I. L'isola si divise in fazione aragonese e siciliana, quest'ultima dominata dai potentissimi baroni Chiaramonte. La regina Maria fu fatta prigioniera dalla fazione aragonese, condotta in Catalogna e maritata a Martino I, e questi venne coronato a Palermo come Re di Sicilia nel 1392. Pure la guerra civile continuò sin verso la fine del secolo. Morti Maria (1402) e Martino I (1409), Martino II re d'Aragona si dichiarò erede del Regno di Trinacria; ma, morto anche lui quasi subito dopo (1410) ed estintasi la casa d'Aragona, seguì un periodo d'interregno e confusione, finché i siciliani, al pari degli Aragonesi, riconobbero il figliolo della sorella di Martino il Vecchio, Ferdinando I d'Aragona, venendo così a riunire in unione personale le corone dei due regni di Aragona e di Sicilia con l'isola che seppur mantenendo sempre l'indipendenza nella politica interna e in quella fiscale, la vide progressivamente erodere nell'ambito della politica estera.

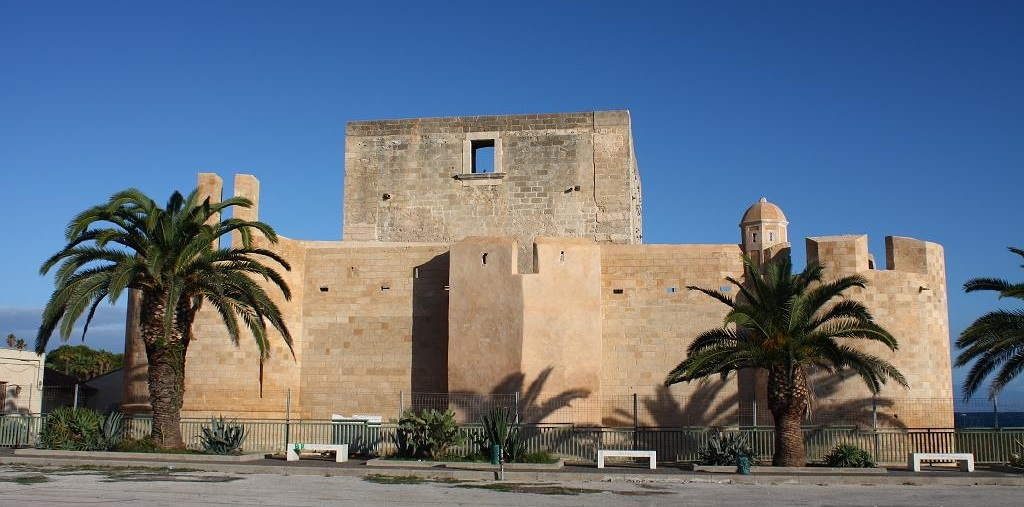
Il castello di Brucoli, voluto da Giovanni II d'Aragona.

In Sicilia i primi re aragonesi, Ferdinando I e Alfonso il Magnanimo, mantennero l'indipendenza della Sicilia nell'ambito delle istituzioni costituzionali e nella politica interna, monetaria e fiscale, rispettando le  «Constitutiones regales» di Federico III che facevano del Regno siciliano una monarchia costituzionale dotata di un Parlamento con poteri deliberativi vincolanti per la Corona;  emanarono molte costituzioni per difendere i diritti popolari dagli abusi feudali e fiscali.
Come appena accennato, vennero mantenute intatte le prerogative del Parlamento siciliano, che continuò ad essere un'assemblea composta di nobili, clero e deputati delle città regie (cioè non feudali), cui fu riservato il diritto di deliberare pace e guerra, di votare le imposte, di censurare i pubblici ufficiali. I re per tener a freno la nobiltà favorirono anche le libertà municipali; ma, nonostante tutto questo, i feudatari acquistarono un potere preponderante a danno dell'autorità regia e dei comuni. Tutto ciò portò l'isola a una lenta decadenza. Da questi eventi e dalle loro ripercussioni in Sicilia si favorì la ripopolazione e la costruzione di nuovi centri abitati, anche da colonie non siciliane.
Alfonso d'Aragona re di Sicilia, figlio di Ferdinando I d'Aragona, acquistò anche Napoli nel 1442. Ma alla sua morte (1458) la riunione ebbe termine, perché la Sicilia passò con l'Aragona al fratello Giovanni II d'Aragona, mentre Napoli fu lasciata da Alfonso, come acquisto personale, al figlio naturale legittimato, Ferdinando I.

## Età rinascimentale e moderna

### Prima età moderna

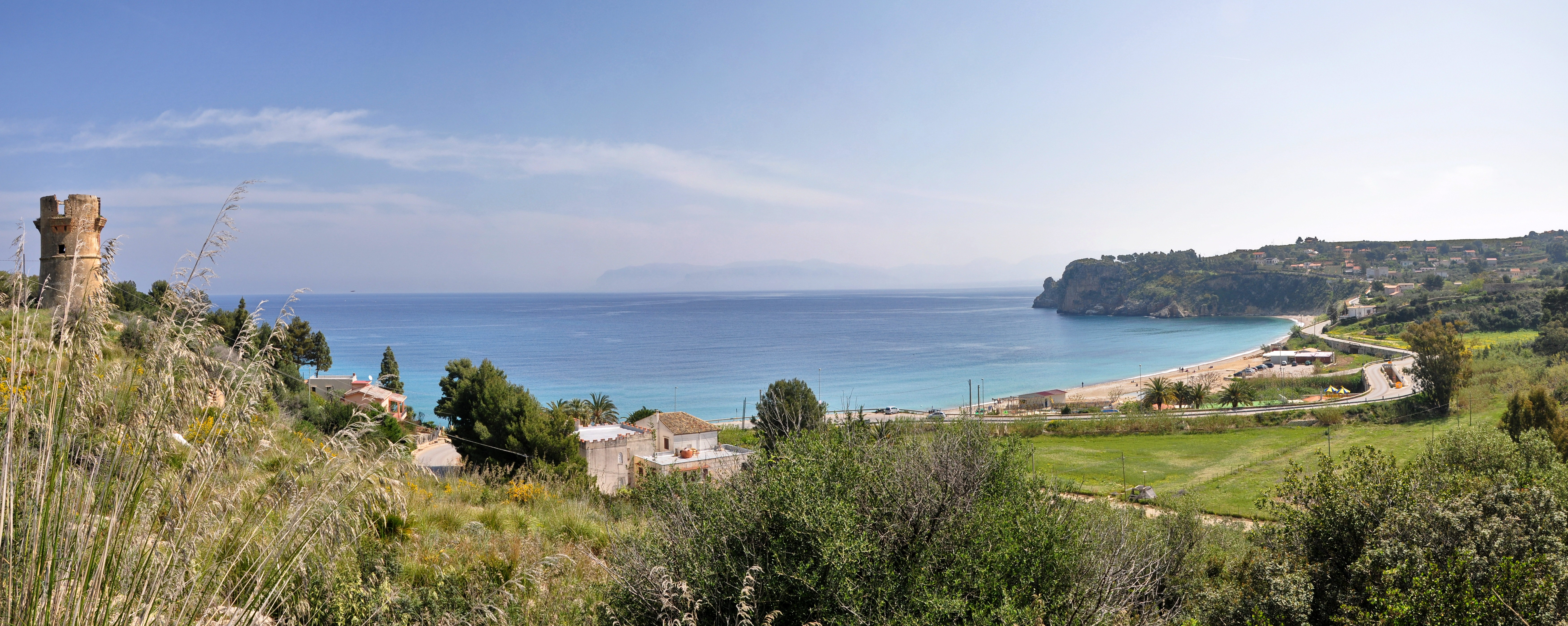
La baia di Guidaloca, nel golfo di Castellammare, sorvegliata da una delle tante torri costiere che costeggiano i litorali dell'isola (più di 200), costruite in prevalenza nel XVI e XVII secolo per sventare le incursioni dei corsari barbareschi.

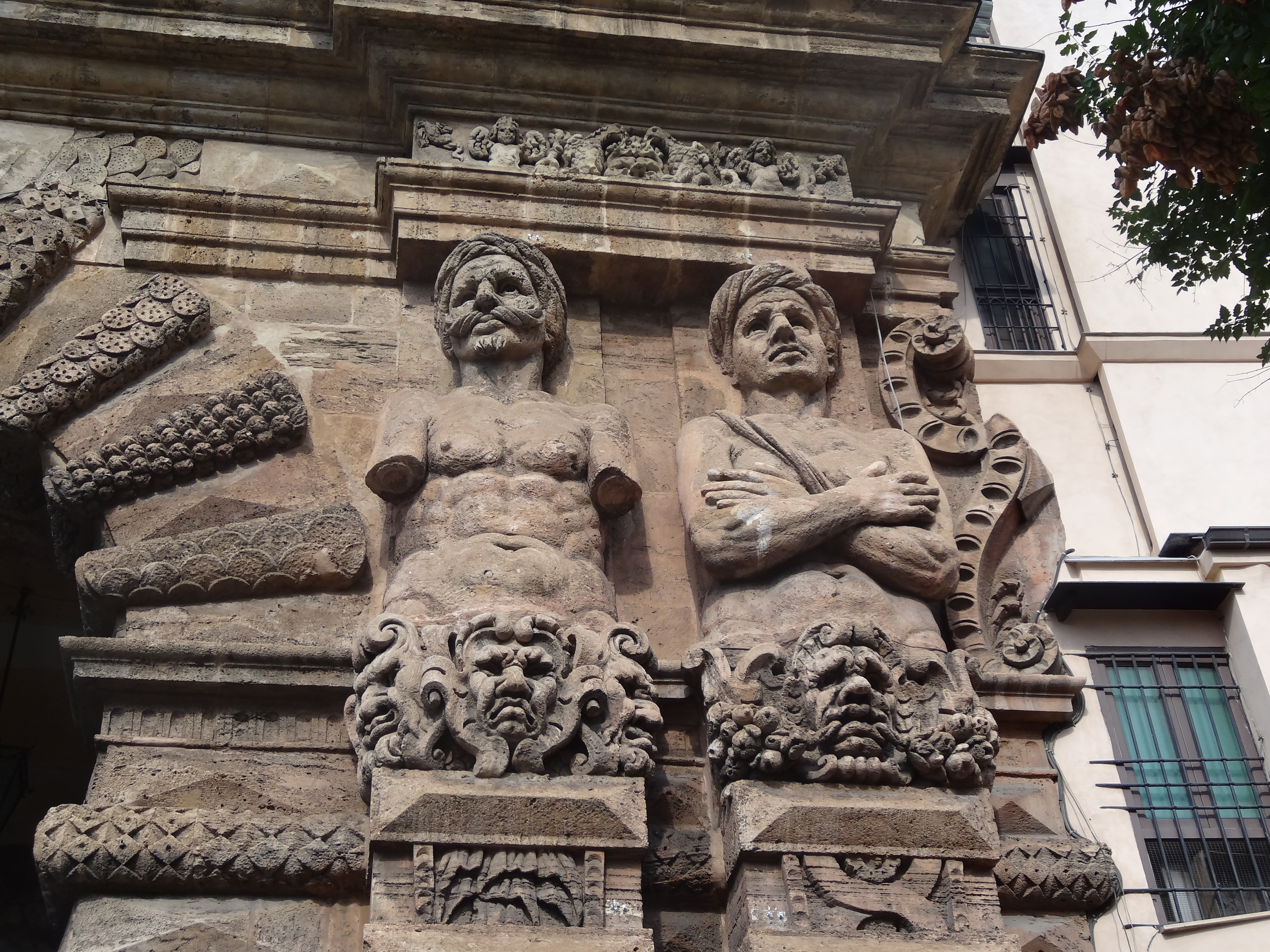
Dettaglio di due dei quattro telamoni (raffiguranti i "mori" sconfitti da Carlo V nella conquista di Tunisi) a Porta Nuova, Palermo, fatta costruire dal viceré Marcantonio Colonna.

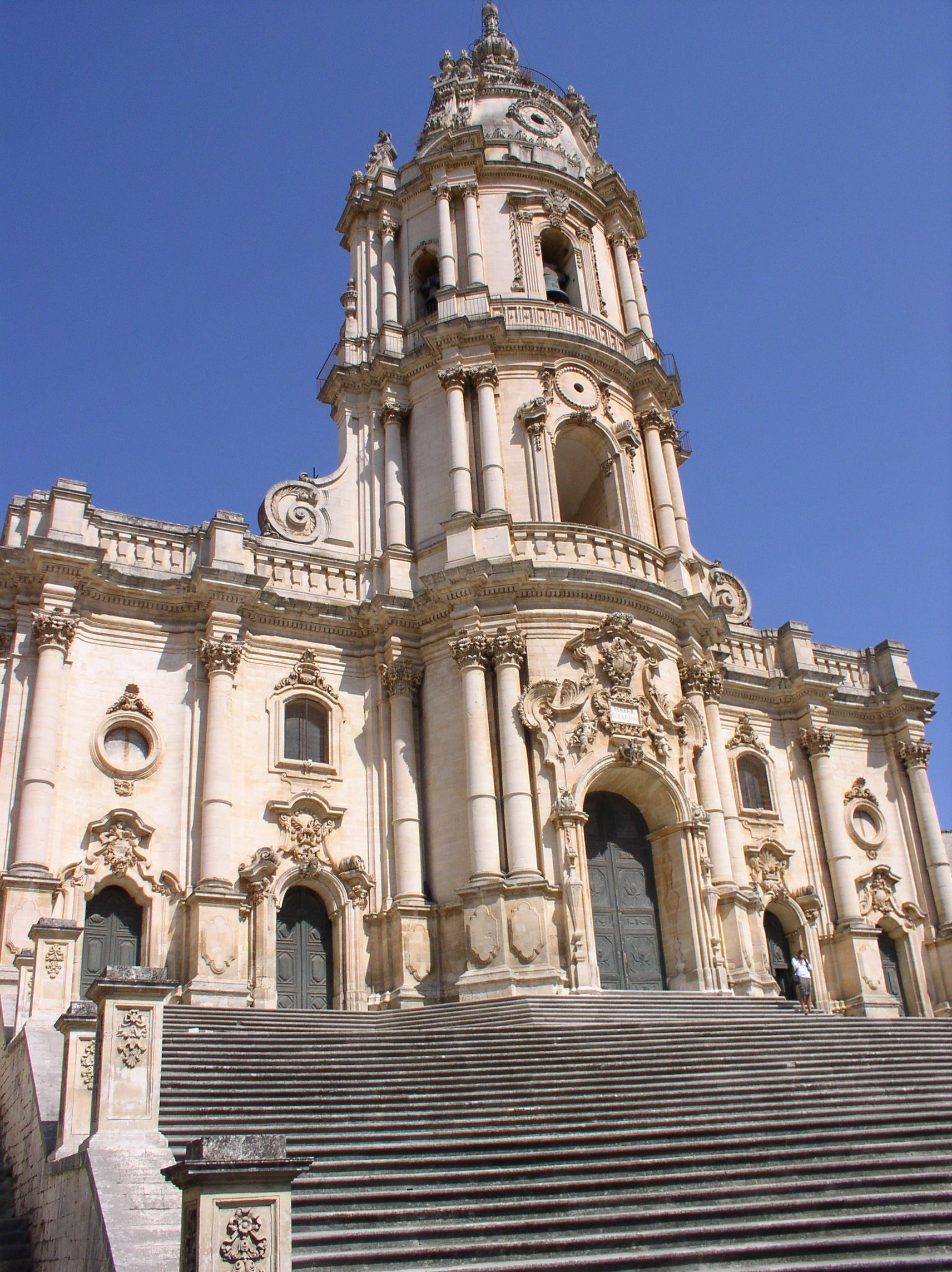
Duomo di San Giorgio a Modica, uno degli esempi più significativi del Barocco della Val di Noto.

Con Ferdinando il Cattolico figlio di Giovanni, re di Aragona e di Sicilia, che condivise con Isabella il governo dei regni di Castiglia e di Aragona, si ebbe la conquista del Napoletano (1501-03) da lui operata contro la Francia. Ferdinando regolamentò l'istituto del viceré rendendo la carica triennale, attuò una grande riforma fiscale che gli assicurò il consenso parlamentare alla richiesta dei donativi in cambio di una convocazione certa e regolare del Parlamento, ordinariamente ogni tre anni, e attuò nel suo lungo regno una serie di riforme che disegnarono il sistema di governo del regno per i seguenti due secoli.
Prevalentemente a Palermo (a volte a Messina) risiedé un viceré, alter ego del sovrano lontano, che doveva attenersi nella sua azione ai poteri previsti dagli ordinamenti del Regno di Sicilia. Nel sistema imperiale degli Asburgo di Spagna infatti, ogni Regno o territorio che ne faceva parte (Castiglia, Aragona, Catalogna, Sicilia, Sardegna, Napoli, Milano, Paesi Bassi etc.) manteneva i suoi ordinamenti politici, le sue istituzioni, le sue leggi. le sue unità di misura, la sua moneta, la sua lingua, e dal punto di vista giuridico nessuno poteva 'dominare' sugli altri. Il re legittimo, che casualmente era re e principe di altri territori, poteva esercitare il potere nei modi e nelle forme stabilite dalle costituzioni del Regno e dai capitoli sottoscritti e giurati tra re e communitas Siciliae (regime pattizio). Pertanto le antiche consuetudini, immunità e i privilegi dei vari ceti (feudalità, nobiltà cittadina, clero) rappresentati nel Parlamento del Regno rimasero in vigore e la loro conservazione e salvaguardia costituì l'ideologia ufficiale dei ceti dirigenti siciliani. Sotto il governo degli Asburgo di Spagna (Carlo V imperatore, Filippo II, Filippo III, Filippo IV, Carlo II) la Sicilia ebbe un periodo di grande sviluppo economico, sociale, religioso, artistico, demografico che grosso modo durò per tutto il Cinquecento sino ai primi decenni del Seicento, e fu poi coinvolta nella crisi e nel declino dell'Impero spagnolo (bellicismo, fiscalismo, tradizionalismo economico e sociale) anche a causa della grande crisi generale del Seicento e della marginalizzazione del sistema economico mediterraneo a favore della nuova economia atlantica.
Nel periodo spagnolo moderno la popolazione siciliana raddoppiò, nacquero decine di nuovi paesi nell'area interna cerealicola (colonizzazione interna), Palermo passò da 30 000 abitanti a 140 000, Messina da 25 000 a 90 000, entrando nel ristretto novero delle prime dieci città europee per popolazione, ricchezza, e bellezza urbanistica, si svilupparono l'industria dello zucchero e della seta nel Val Demone, decadute nel Seicento per la concorrenza del lavoro schiavile nelle Americhe e della rivolta messinese ma sostituite dall'ampliamento dell'area vitivinicola e agrumicola.
Il bilancio della presenza spagnola nella Sicilia moderna deve tener conto dei fattori negativi, dati soprattutto dal conservatorismo sociale, dalle scelte economiche sbagliate, dall'eccessivo fiscalismo, che tuttavia furono problemi generali di tutta la società spagnola e non certo conseguenza di una inesistente dominazione sui siciliani (che a questi errori contribuirono notevolmente), ma anche dei fattori positivi tra cui i parecchi secoli di pace interna assicurati dal far parte di una grande Potenza che bloccò l'espansionismo turco e assicurò secoli di pace interna. La forza del sistema economico siciliano, pur diretto con criteri sbagliati, tipici delle credenze economiche dell'epoca e coinvolto nell'epocale crisi mediterranea di fine Seicento, si manifestò nelle capacità di reazione e di ricostruzione seguita alle grandi catastrofi naturali del 1669 a Catania e in tutta l'area etnea (l'eruzione che giunse sino all'interno delle mura cittadine interrando il castello Ursino) e del 1693, il terribile terremoto che atterrò Catania, Noto e distrusse in tutto o in parte una cinquantina di centri della Val di Noto provocando sul momento 60 000 vittime.
La grande crisi secentesca determinò in tutta Europa tensioni sociali e malcontento che sfociarono in episodi numerosi di sommosse, tumulti, moti, jacqueries, rivoluzioni, che non lasciarono immune neanche la Sicilia, dove si registrarono una serie di rivolte in tutti i centri dell'isola, e soprattutto a Palermo nel 1647 e, molto più grave, a Messina (1674-1678). I messinesi trovarono l'appoggio delle armate di Luigi XIV che vennero a combattere nella terra siciliana, ma la loro sconfitta segnò la tragica fine della loro città come grande centro mercantile e manifatturiero, e il crollo economico dell'intera area della seta (il Valdemone) che su questa attività si reggeva. L'ultimo re della dinastia degli Asburgo spagnoli, Carlo II, morì senza figli, e per i legami che Case regnanti avevano tra di loro molti sovrani e principi europei potevano avanzare pretese al trono rimasto vuoto. Ciò diede l'avvio alla guerra di successione spagnola (1701-1713) in seguito alla quale i territori italiani non ebbero più una relazione diretta con la Spagna, la cui corona era passata ai Borbone. Con la pace di Utrecht (1713) il Regno di Sicilia fu dato a Vittorio Amedeo II di Savoia il cui regno durò un quinquennio.

### Il Regno di Sicilia (1735-1816)

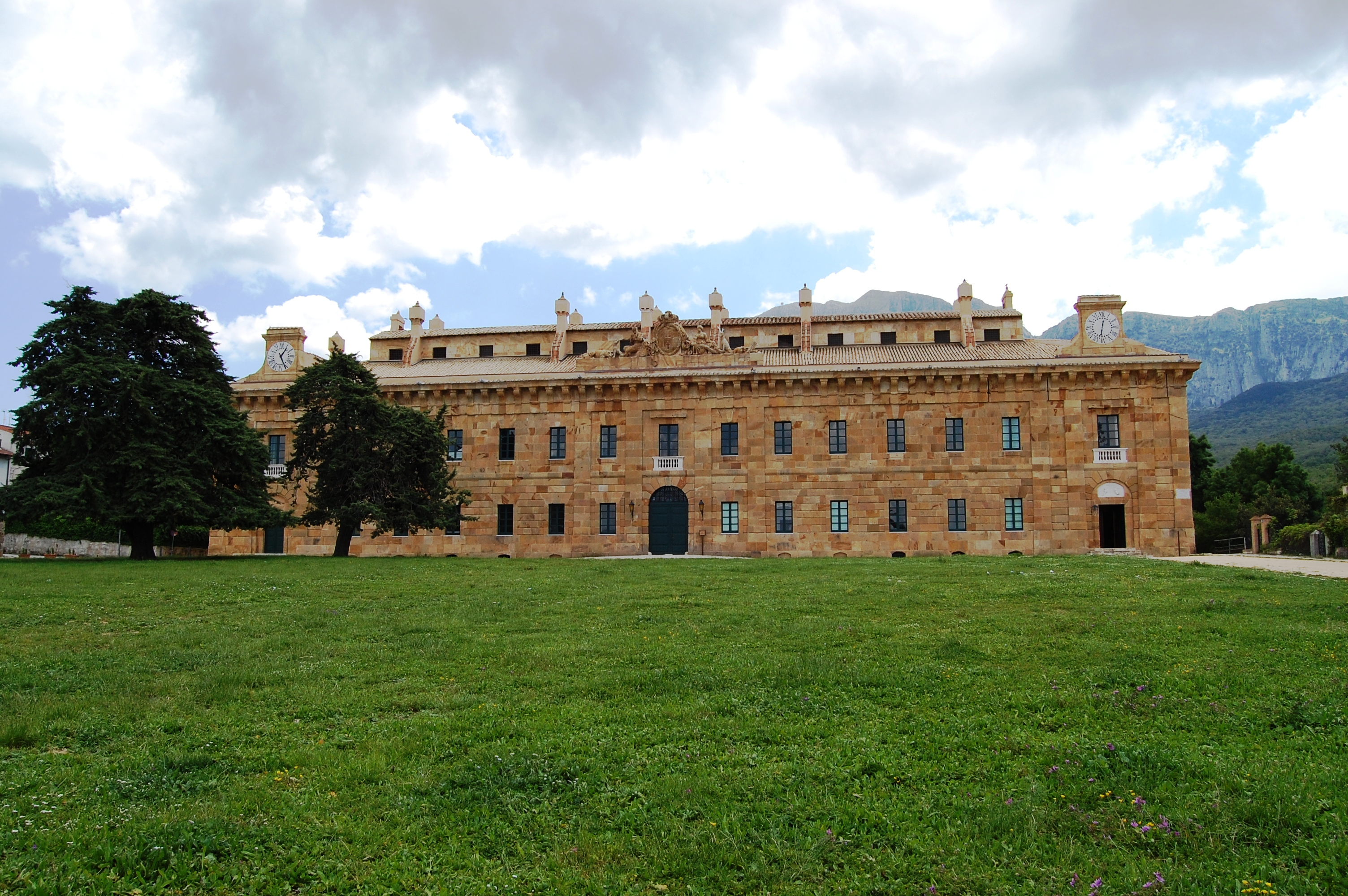
Real Casina di Caccia di Ficuzza a Corleone.

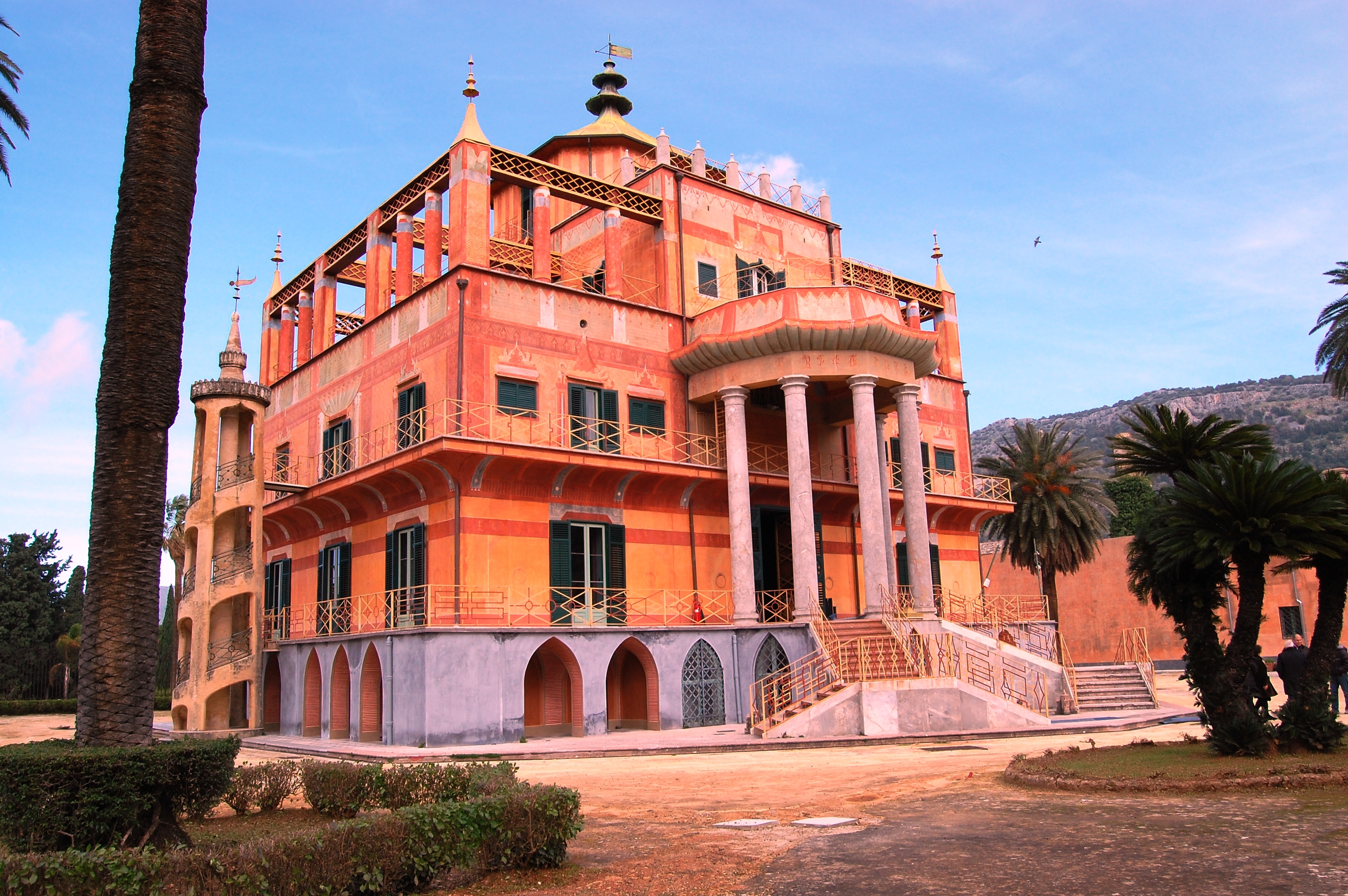
La Palazzina Cinese, residenza reale palermitana fatta realizzare nel 1799 da Ferdinando IV di Borbone all'interno della Real tenuta della Favorita.

La Spagna sotto la direzione dell'Alberoni tentò di riconquistare i domini italiani e nel 1718 un esercito sbarcò in Sicilia occupandola. La formazione immediata della Quadruplice alleanza costrinse la Spagna a recedere dal suo proposito; e allora la Sicilia fu ceduta all'Austria, che non aveva cessato di reclamarla, passava sotto quella potenza per la ricordata pace di Utrecht. Il figlio di secondo letto di Filippo V, della nuova dinastia borbonica di Spagna, Don Carlos, durante la guerra di Successione polacca compì (1734) una spedizione vittoriosa nel regno che riacquistò in lui un re indipendente, pur essendo strettamente legato politicamente alla Spagna. Sotto di lui (Carlo III, 1734-1759) e sotto il figlio Ferdinando III, finché fu al governo il Tanucci, si ebbe un indirizzo riformatore. Dopo il ritiro del Tanucci e soprattutto dopo l'inizio della Rivoluzione francese prevalse un indirizzo reazionario: questo non fece che favorire nella gente colta lo sviluppo delle nuove idee (il cosiddetto giacobinismo). A Palermo si ebbe nel 1795 la congiura del repubblicano Francesco Paolo Di Blasi. Nel 1799 e poi nel 1806-1814 Ferdinando III, per le pressioni dell'Inghilterra, concesse alla Sicilia nel 1812 una nuova Costituzione con le due camere dei Pari e dei Comuni, di tipo inglese.

### La Sicilia borbonica e il Regno delle Due Sicilie
Ferdinando III era stato costretto a concedere la costituzione anche dal fatto che la nobiltà, di dubbia devozione, aveva abbandonato la monarchia. Così, il sovrano era rimasto quasi isolato e non aveva potuto resistere alle pressioni del rappresentante inglese a Palermo, Lord Bentinck. Questo spiega la soppressione del parlamento attuata dal re il 15 maggio 1815, non appena fu sicuro del suo ritorno sul trono di Napoli, e il decreto dell'8 dicembre 1816 con cui ordinava che tutti i suoi domini al di là e al di qua del Faro, cioè i due regni, sino allora distinti, di Napoli e di Sicilia, dovessero formare l'unico Regno delle due Sicilie. Quasi contemporaneamente procedeva all'abolizione delle libertà e delle franchigie della Sicilia, delle sue leggi, dei suoi ordinamenti, della sua zecca e delle sue magistrature. Ma una simile condotta destò subito nell'isola una viva opposizione, che condusse alla rivolta scoppiata nel luglio del 1820, subito dopo quella di Napoli: qui la Carboneria e i militari napoleonici avevano chiesto e ottenuto la costituzione, mentre a Palermo si voleva il riconoscimento dell'indipendenza siciliana. Tuttavia questa richiesta non trovò ascolto neppure presso il nuovo parlamento napoletano, e anche i deputati videro nell'indipendenza dell'isola il perpetuarsi dei privilegi feudali più che la garanzia di una vita libera. Sicché si disposero a sottomettere con la forza Palermo e sconfessarono la convenzione firmata da Florestano Pepe il 5 ottobre, invitando Pietro Colletta che ben presto ebbe ragione della resistenza dei siciliani.

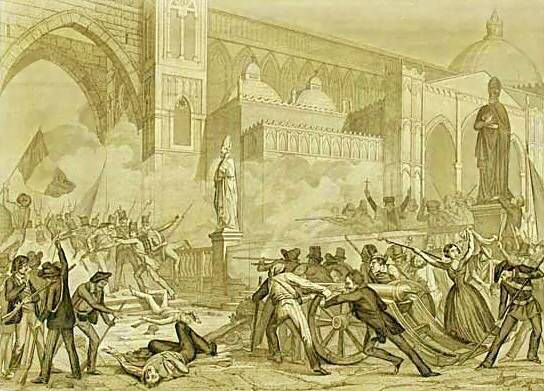
La rivoluzione di Palermo del gennaio 1848 in una stampa d'epoca.

Il particolarismo palermitano non aveva affatto giovato alla rivoluzione napoletana, che si era anzi dovuta logorare nel grave e difficile problema interno. D'altronde, anche quella rivoluzione era piuttosto un ricordo del periodo napoleonico che un'anticipazione dei moti risorgimentali e, pertanto, neppure essa poté resistere a lungo all'esercito austriaco. Negli anni seguenti, che furono gli anni centrali della Restaurazione, Ferdinando I, Francesco I e, soprattutto, Ferdinando II, salito al trono nel 1830, cercarono di temperare il loro governo con un paternalismo, in diverse occasioni, moderato e che voleva apparire desideroso di nuovi metodi. Ma questo non impedì che si susseguissero diverse congiure, fra le quali la più nota è quella del 1º settembre 1831, in cui gli insorti, guidati da Domenico di Marco e appartenenti in maggioranza al ceto degli artigiani (che, allora, erano legati alla nobiltà), percorsero Palermo chiedendo la costituzione. Nel 1837 un'altra rivoluzione scoppiava a Catania e a Siracusa, favorita dalle condizioni in cui versavano le popolazioni colpite dalla carestia e dal colera. Meno avvertita fu in quest'ultimo moto l'esigenza dell'autonomia, che invece continuava a essere sentita a Palermo, come dimostrò la rivoluzione del 12 gennaio 1848, una rivoluzione che precedette tutte le altre che scoppiarono in quell'anno, ma che pure non esercitò grande influenza proprio perché ancora animata dallo spirito d'indipendenza isolana.
In un primo momento la Sicilia sperò di riuscire a ottenere da Ferdinando II una costituzione separata, ma il parlamento, radunatosi il 25 marzo, presieduto da Vincenzo Fardella, dovette prendere atto del preciso rifiuto del re e allora dichiarò, nell'aprile, decaduta la monarchia borbonica e, dopo aver conferito a Ruggero Settimo, capo del governo provvisorio, la reggenza, facendo uso dei diritti di “Stato sovrano e indipendente”, scelse il nuovo re nella persona di Alberto Amedeo di Savoia, duca di Genova e figlio di Carlo Alberto. La Sicilia troppo apertamente trasferiva sul piano italiano le sue aspirazioni di indipendenza, mostrando d'intendere la sorte della penisola come una confederazione di liberi stati. Approfittando dell'isolamento in cui si trovava la Sicilia, fu più facile al Borbone, vittorioso a Napoli sul parlamento nella giornata del 15 maggio, condurre la lotta contro la Sicilia; nel settembre, Messina, lungamente bombardata dovette cedere ed entro il 1848 le truppe napoletane completavano l'occupazione della costa orientale, investendo poi, nel nuovo anno, Palermo. Nel 1849, la resistenza che questa città condusse per diverso tempo apparve troppo ai patrioti che ancora combattevano a Roma e a Venezia sotto una diversa luce perché tutti si sentivano legati allo stesso destino e la causa di uno era la causa di comune. Ma ormai non c'era più nulla da fare di fronte alla reazione che stava per trionfare in Italia e in Europa: il 15 maggio 1849 Ferdinando II ritornava in possesso di Palermo e, conseguentemente, di tutta l'isola. Era stata un'amara esperienza, che però diede i suoi frutti nel decennio successivo, quando l'opinione pubblica siciliana si orientò, come avveniva nelle altre parti della penisola, verso il Regno di Sardegna e Cavour.

## Età contemporanea

### Unificazione italiana

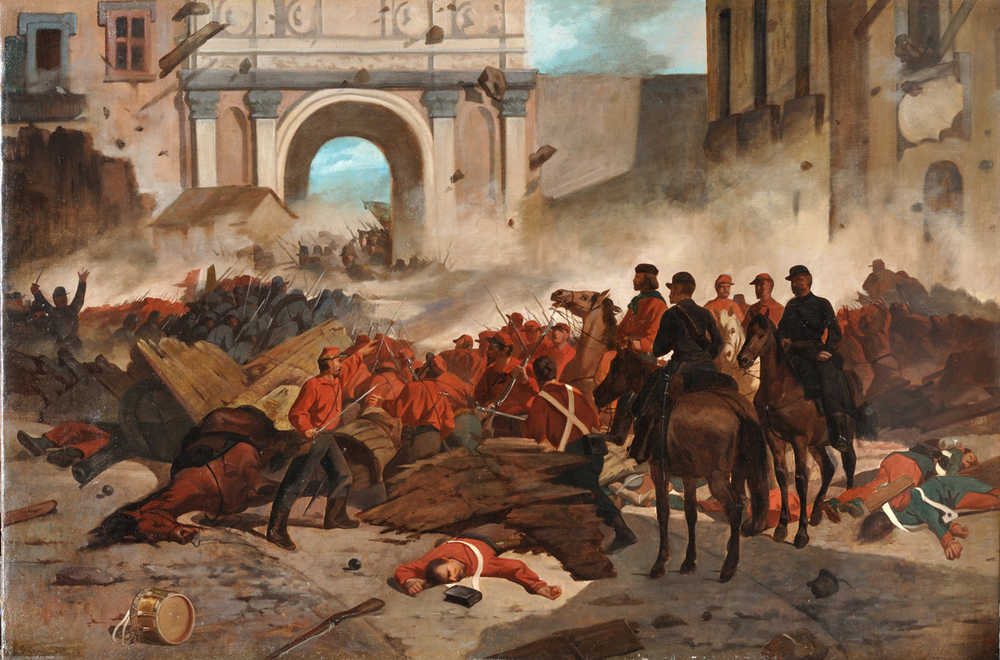
Garibaldi a Palermo in un'opera di Giovanni Fattori.

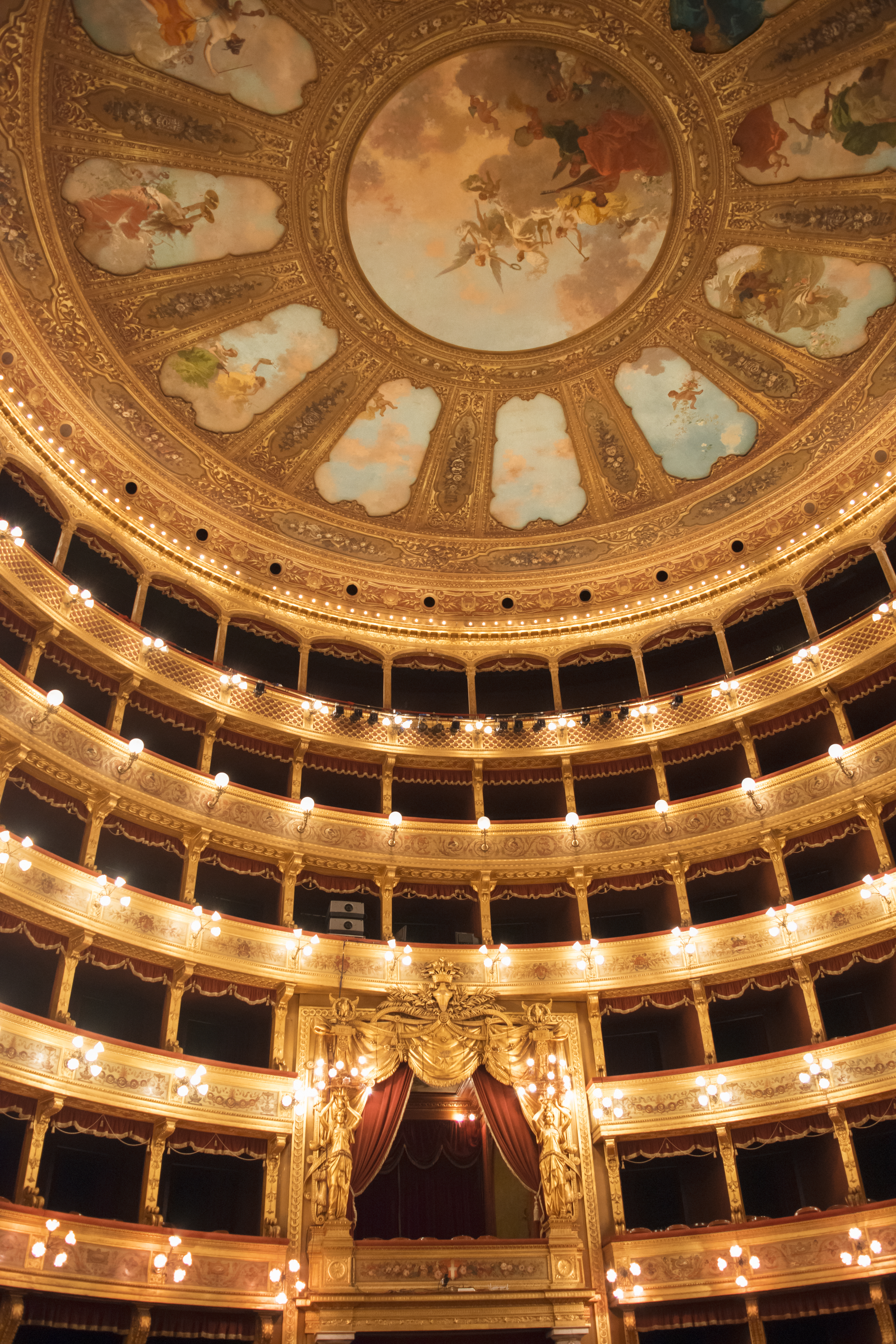
Il teatro Massimo Vittorio Emanuele di Palermo, inaugurato a fine Ottocento, è il più grande edificio teatrale lirico d'Italia

Alcune insurrezioni rivelarono qual era lo stato d'animo dei Siciliani, finché il 4 aprile 1860, scoppiò la rivolta, capeggiata da Francesco Riso, che fu detta del convento della Gancia. Le truppe borboniche ne ebbero abbastanza facilmente ragione, ma essa offrì il modo a Crispi di dimostrare a Garibaldi come l'isola fosse pronta ad accogliere la spedizione che questi aveva in animo di fare, dopo però che il popolo siciliano si fosse sollevato. La campagna nell'isola contro le forze borboniche fu molto più rapida di quanto si credesse: il 14 maggio da Salemi Giuseppe Garibaldi assumeva la dittatura della Sicilia in nome di Vittorio Emanuele II; il giorno dopo sconfiggeva il nemico a Calatafimi, aprendosi la via per Palermo, ove giungeva il 27 maggio. Il 2 giugno il generale formava un governo, nel quale la figura predominante era il Crispi come primo segretario di Stato e, poco dopo, cacciava dall'isola l'inviato di Cavour, il La Farina, ma accettava la collaborazione del Depretis, pure inviato da Cavour, nominandolo anzi prodittatore. Con la battaglia di Milazzo del 20 luglio tutta la Sicilia era conquistata e la spedizione continuava nel continente. Dopo il plebiscito del 21 ottobre, si chiudeva la fase del governo provvisorio garibaldino e le province siciliane divenivano parte del Regno d'Italia.
Il popolo, tradito nelle promesse di riforma (soprattutto agraria) e dai soprusi dei nuovi governanti, ebbe maggiormente a soffrire dell'unità. Dopo l'unificazione si alimentò quello che fu detto il fenomeno del brigantaggio post-unitario, fenomeno sociale di ribellione, appunto, al nuovo governo e all'ordine costituito. Tale situazione portò alla rivolta di Palermo del settembre del 1866, in cui si trovarono unite a combattere il governo della Destra e le due opposizioni: da un lato il clero e le classi popolari e dall'altro i democratici e repubblicani, che raccoglievano parte della borghesia delusa dell'unità. Per sette giorni Palermo fu tenuta sotto scacco dagl'insorti e si dovette mandare il generale Raffaele Cadorna per aver ragione della rivolta, venuta alla storia come rivolta del sette e mezzo.

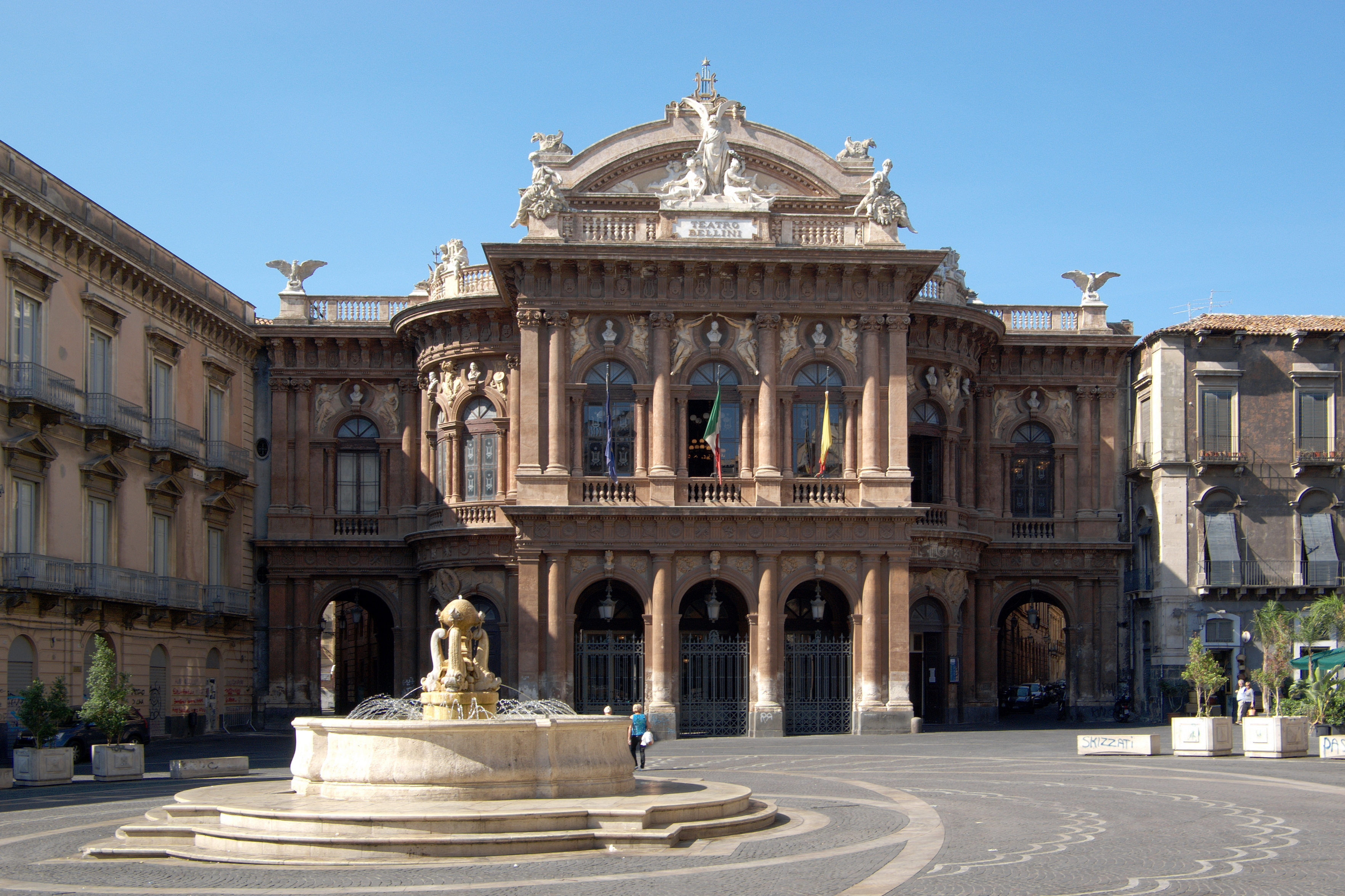
Teatro Massimo Vincenzo Bellini di Catania.

Dal 1886 al 1894 le condizioni dell'isola invece di migliorare peggiorarono, soprattutto in conseguenza delle leggi economiche del governo centrale, favorente l'economia settentrionale, e della rottura dei rapporti commerciali con la Francia nel 1887 che danneggiò notevolmente l'agricoltura meridionale. Nelle campagne il disagio dei contadini era aggravato dall'occupazione dell'esercito delle terre demaniali, che destò una viva resistenza e che portò al tragico episodio di Caltavuturo (gennaio 1893), quando le truppe governative spararono sui contadini uccidendone undici, mentre nelle campagne e nelle zolfare gli operai chiedevano o lavoro o aumento dei salari. Intanto, a cominciare dal 1890-91, la propaganda socialista era penetrata nell'isola ed erano sorti, numerosi, i Fasci dei lavoratori. Il movimento, che si estendeva sempre più, favorito dalla cattiva situazione economica, fu affrontato dal secondo governo del siciliano Francesco Crispi con la forza: fu decretato lo stato d'assedio e sospesa la libertà di stampa, furono sciolti i Fasci e gli arrestati deferiti ai tribunali militari. Le condizioni dell'isola non migliorarono granché, neppure durante il decennio giolittiano che anzi, con il protezionismo industriale, peggiorò la situazione del Meridione in grande prevalenza agricolo. Nel 1893 un palermitano fu presidente del Consiglio: Antonio di Rudinì. Nel Novecento lo sarà anche Vittorio Emanuele Orlando e, nella Repubblica, Mario Scelba, di Caltagirone.
Dopo la prima guerra mondiale anche in Sicilia si impose il fascismo. Ma il regime totalitario non riuscì a risolvere i problemi della Sicilia (nemmeno definitivamente quello della mafia, che pure con Cesare Mori si vantò di aver estirpato). Nella seconda guerra mondiale i bombardamenti e gli sbarchi anglo-statunitensi, nel luglio del 1943, provocarono danni notevoli e solo lentamente la Sicilia si risollevò. Il generale britannico Harold Alexander, che nella sua veste di comandante supremo dell'armata era anche governatore militare delle zone occupate, pose il colonnello Charles Poletti a capo dell'Ufficio Affari civili dell'AMGOT. Nel febbraio 1944 gli Alleati riconsegnarono l'isola al governo italiano del Regno del Sud, che nominò un Alto commissario per la Sicilia. Intanto, però, riprendeva forza l'antica tendenza all'indipendenza e all'autogoverno, che nel secolo precedente aveva spinto i siciliani a chiedere il distacco dall'Italia. Si sviluppò il movimento separatista, che tenne agitata la vita dell'isola, anche con le armi, tra il 1943 e il 1945, finché si andò spegnendo, anche per l'istituzione, con il Decreto regio 15 maggio 1946, della Regione Siciliana, che concedeva lo statuto speciale d'autonomia.
Nel dopoguerra anche in Sicilia, come nelle altre regioni del Sud, frequenti furono le invasioni dei terreni da parte dei contadini affamati di terra e desiderosi di strapparne un pezzo al feudatario o al grosso latifondista fino all'approvazione della riforma agraria.
Intanto nell'aprile del 1947 veniva eletto il primo parlamento siciliano, che il 30 maggio a Palermo eleggeva il primo governo regionale.

### Indipendentismo e autonomismo

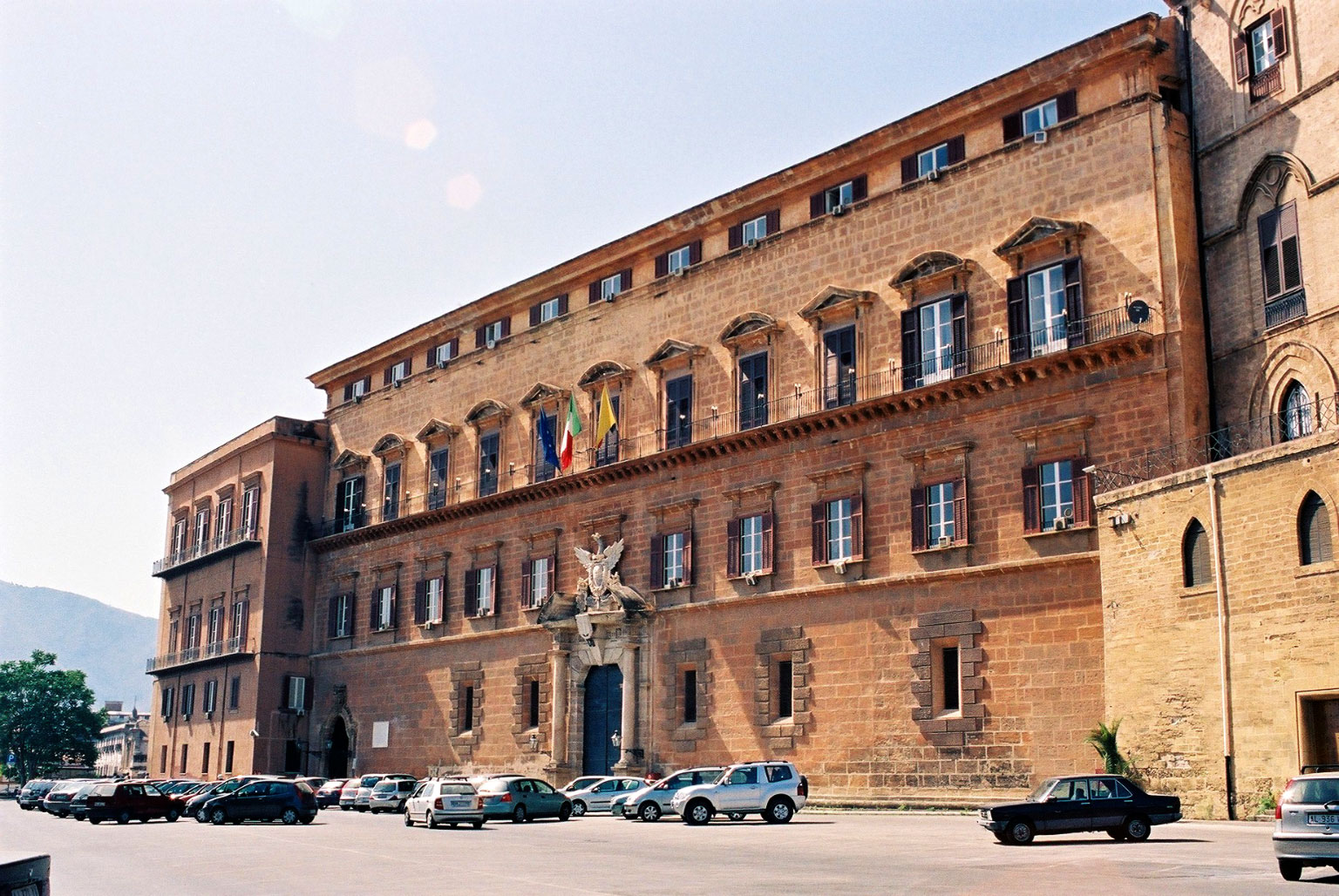
Palazzo dei Normanni, a Palermo, sede dell'Assemblea regionale siciliana

Doverosa premessa è che proprio per la sua insularità, per la sua posizione geografica nel Mediterraneo e per la sua unicità culturale, la Sicilia ha sempre goduto di larga autonomia nell'ambito di più vasti imperi, quando non inquadrata in un proprio regno, sostanzialmente indipendente per sei secoli.
Le origini di un movimento indipendentista moderno in Sicilia sono invece da ricercare nelle rivolte separatiste del 1820 e nella Rivoluzione indipendentista siciliana del 1848. La data di nascita di un sentimento indipendentista spontaneo (nell'epoca contemporanea), all'interno dello Stato Italiano, può essere considerata il 16 settembre 1866, in cui il popolo siciliano si ribellò, in maniera più o meno violenta, alla dominazione del neonato Regno d'Italia. Quella rivolta fu chiamata del "sette e mezzo", quanti furono i giorni che durò. La ribellione infiammò tutta Palermo, la quasi totalità delle città siciliane e comprendeva molte fazioni politiche nate durante il Risorgimento (repubblicani, filo-clericali, filo-borbonici). Tale rivolta fu sedata violentemente dal Regio Esercito e ogni intento di ribellione in nome di una nazione siciliana fu continuamente represso fino alla quasi totale scomparsa del movimento.
Nel Primo dopoguerra il sentimento sicilianista rinacque e si rispense con l'avvento del fascismo, dopodiché con lo Sbarco degli Alleati assunse nuovo vigore il separatismo, si costituirono il MIS (guidato dalla figura carismatica di Andrea Finocchiaro Aprile), che alla fine della seconda guerra mondiale vantava più di cinquecentomila iscritti, l'E.V.I.S. il suo braccio militare, (capeggiato prima da Canepa e poi da Concetto Gallo) e altri movimenti minori. Dopo la fallita indipendenza e il compromesso autonomista raggiunto con la nuova Repubblica Italiana, l'indipendentismo siciliano andò sempre più scemando e i consensi elettorali nei confronti dei partiti separatisti furono sempre più bassi e solo alle elezioni del 1947 per l'Assemblea regionale siciliana il MIS ottenne dieci deputati e scomparve già alle elezioni del 1951.
Movimenti autonomisti e indipendentisti si sono ripresentati nel tempo: nel 1951 la Concentrazione autonomista di Paolo D'Antoni che ottenne solo tre deputati; nel 1959 l'Unione Siciliana Cristiano Sociale di Silvio Milazzo che ottenne 10 deputati; nel 2001, la Nuova Sicilia di Bartolo Pellegrino e Nicolò Nicolosi, con 5 deputati; nel 2006 il Movimento per l'Autonomia di Raffaele Lombardo. Alcuni movimenti e alcune forze extra-parlamentari chiedono anche l'indipendenza, tra questi il MIS, il Fronte Nazionale Siciliano-FNS, Terra e Liberazione e Siciliani Liberi oltre ai citati partiti autonomisti ma senza rappresentanti in Parlamento o all'Ars.